# 14. April
Der 14. April ist der 104. Tag des gregorianischen Kalenders (der 105. in Schaltjahren), somit bleiben noch 261 Tage bis zum Jahresende.

## Ereignisse

### Politik und Weltgeschehen
- 0043 v. Chr.: Bei der Belagerung von Mutina im Römischen Bürgerkrieg nach der Ermordung Julius Caesars fängt Marcus Antonius das Entsatzheer unter Konsul Gaius Vibius Pansa Caetronianus ab und fügt ihm in der Schlacht von Forum Gallorum schwere Verluste zu. Der Konsul wird dabei so schwer verwundet, dass er wenige Tage später stirbt. Die Truppen des Antonius werden nach dem vermeintlichen Sieg jedoch von Truppen des zweiten Konsuls Aulus Hirtius überrascht und geschlagen.

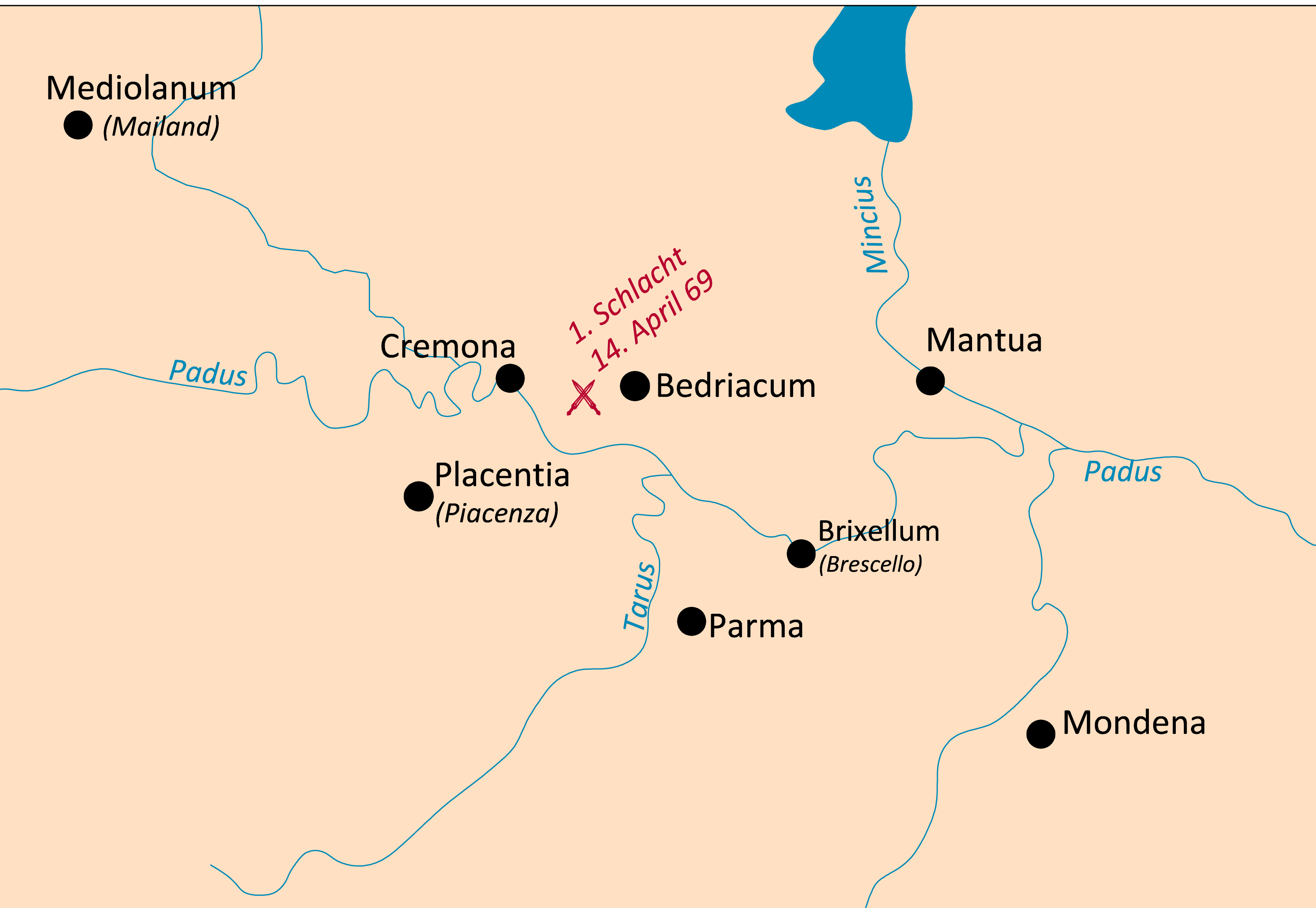
69: Ort der Schlacht von Bedriacum

- 0069: In der ersten Schlacht von Bedriacum besiegt Vitellius seinen Rivalen Otho und übernimmt damit als dritter Kaiser des Vierkaiserjahres die Macht im Römischen Reich.
- 0754: Der Frankenkönig Pippin der Jüngere verspricht Papst Stephan II. in der Königspfalz Quierzy Unterstützung gegen die Langobarden unter Aistulf. Er garantiert ihm das Exarchat von Ravenna und legt mit dieser Pippinschen Schenkung die territoriale Basis für den Kirchenstaat und damit die weltliche Macht des Papstes. Im Gegenzug wird er vom Papst als Rechtsnachfolger des römischen Kaisertums anerkannt.

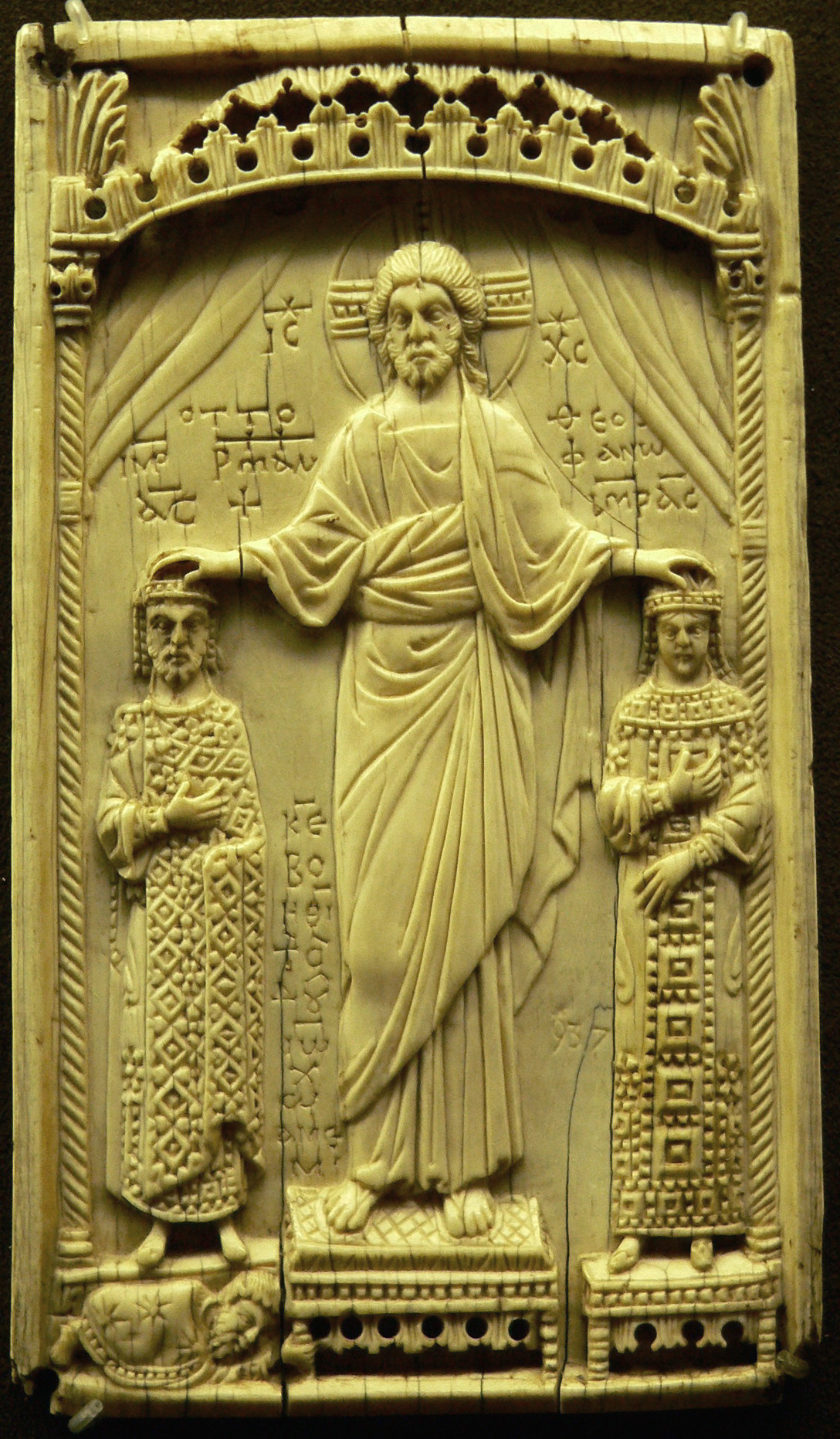
972: Otto II. und Theophanu, von Christus gekrönt

- 0972: Der römisch-deutsche Kaiser Otto II. heiratet in Rom die etwa 17-jährige byzantinische Prinzessin Theophanu, die sofort anschließend von Papst Johannes XIII. zur Kaiserin gekrönt wird. Diese Heirat bedeutet politisch die Anerkennung des Ottonischen Kaisertums durch das Byzantinische Reich.
- 1028: Der zehnjährige Heinrich III. aus dem Geschlecht der Salier wird in Aachen auf Drängen seines Vaters Konrad II. von Erzbischof Pilgrim von Köln zum römisch-deutschen König gekrönt.
- 1205: In der Schlacht von Adrianopel unterliegt das Lateinische Kaiserreich den Bulgaren unter ihrem Zaren Kalojan. Der lateinische Kaiser Balduin wird gefangen genommen, in die bulgarische Hauptstadt Tarnowo verschleppt und im sogenannten Balduin-Turm interniert.
- 1312: Friedrich der Freidige, Markgraf von Meißen, unterzeichnet nach seiner Gefangennahme durch Waldemar von Brandenburg den Vertrag von Tangermünde. Er verpflichtet sich zur Zahlung von 32.000 Mark Silber und zur Abtretung der Mark Lausitz, des „Landes zwischen Elbe und Elster“ und der Städte Hayn und Torgau an den Brandenburger Markgrafen. Zudem verpfändet er die Städte Leipzig, Oschatz, Grimma und Geithain.

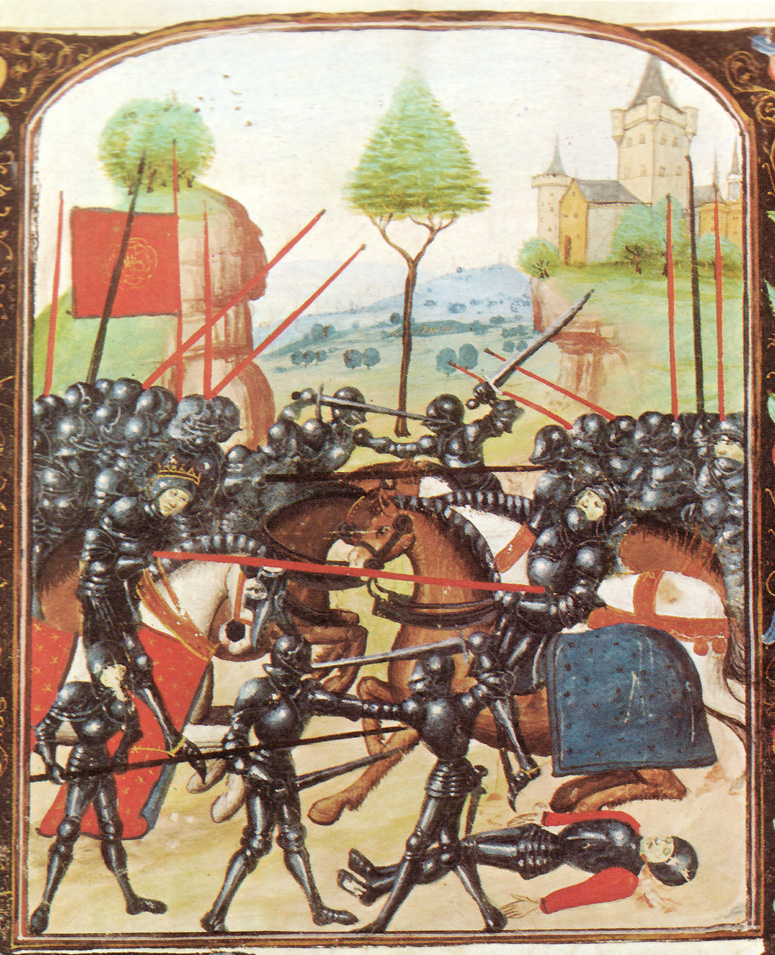
1471: Schlacht von Barnet

- 1471: In den Rosenkriegen gelingt es König Eduard IV. von England, den auf die Seite des Hauses Lancaster gewechselten Richard Neville, 16. Earl of Warwick zu stellen, bevor diesem die Vereinigung mit den Truppen von Margarete von Anjou gelingt, und besiegt ihn in der Schlacht von Barnet. „Warwick der Königsmacher“ kommt bei der Niederlage ums Leben.
- 1544: In der Schlacht von Ceresole kann ein französisches Heer der kaiserlich-spanischen Armee eine schwere Niederlage beibringen und in der Folge die Festung Carignano einnehmen.

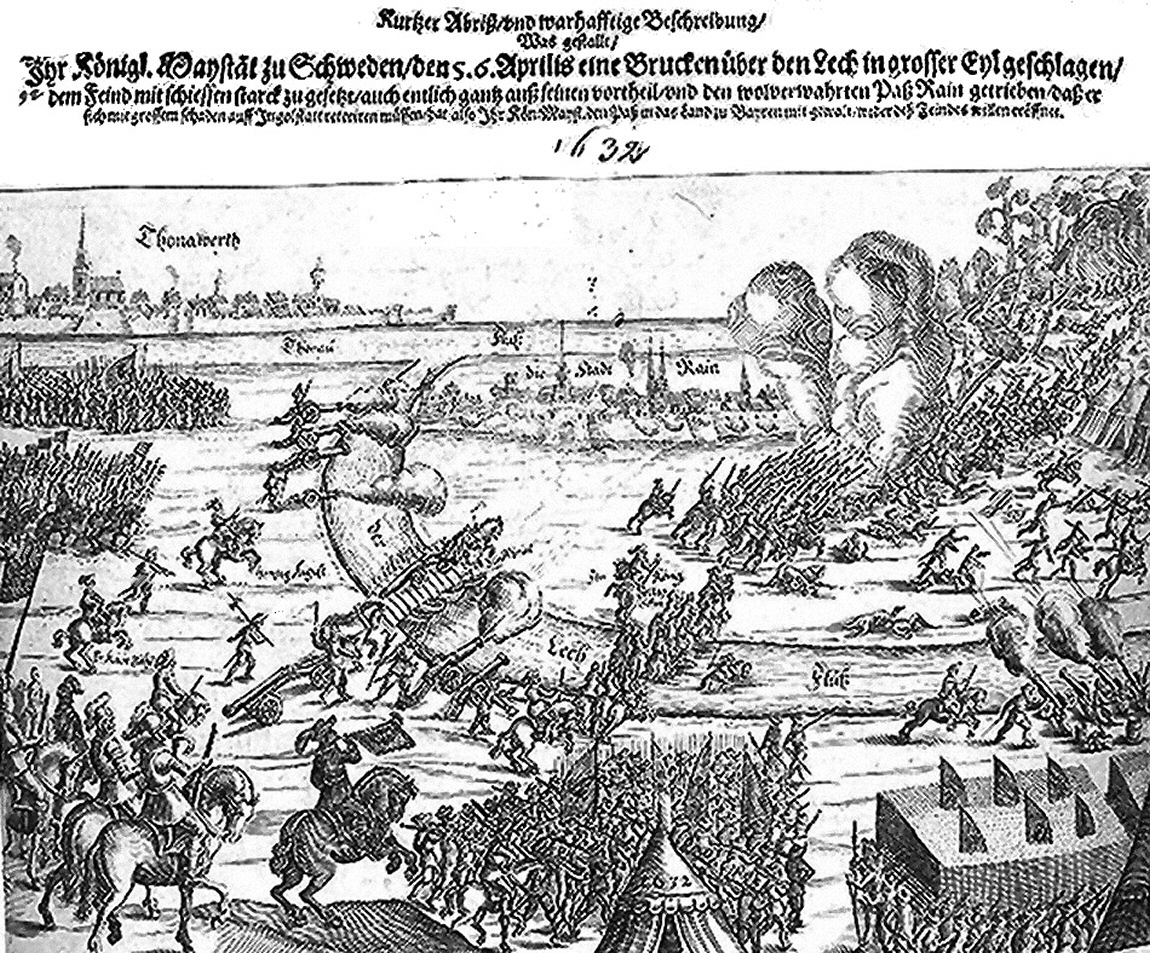
1632: Schlacht bei Rain am Lech

- 1632: Die Schlacht bei Rain am Lech im Dreißigjährigen Krieg zwischen den Schweden unter Gustav II. Adolf und kaiserlichen Truppen unter Graf von Tilly beginnt. Sie dauert bis zum folgenden Tag.
- 1639: In der Schlacht von Chemnitz bringen die Schweden unter Johan Banér im Dreißigjährigen Krieg den kaiserlich-sächsischen Truppen unter Rudolph von Marzin eine Niederlage bei.

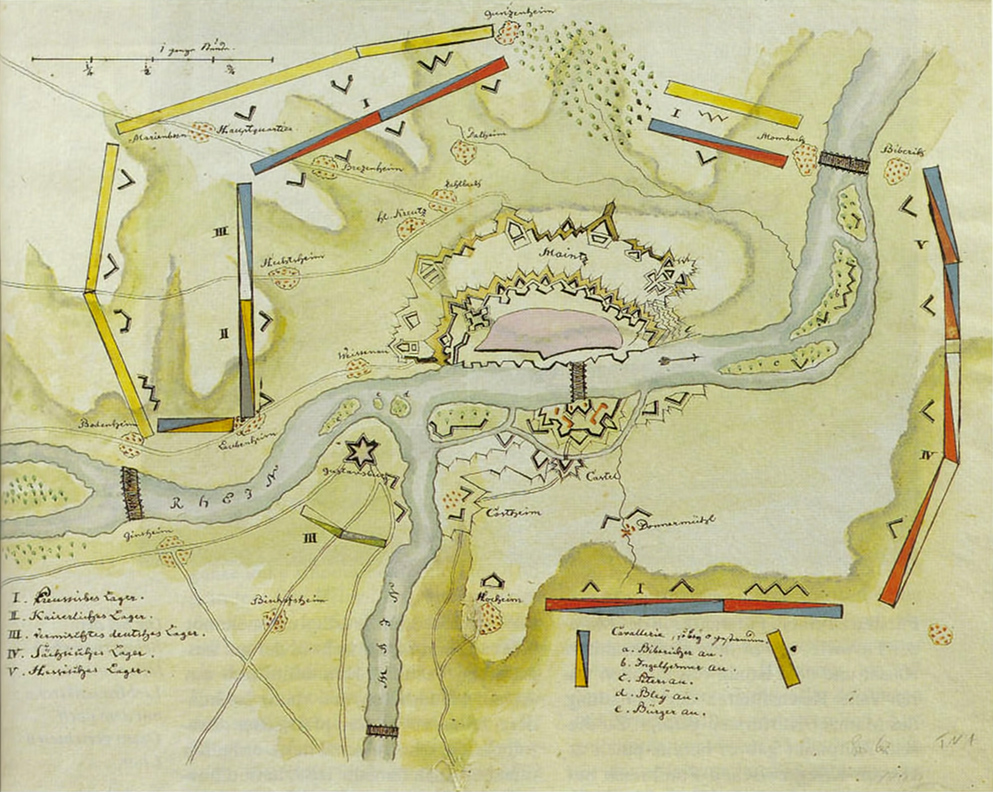
1793: Die Belagerung von Mainz

- 1793: Die Stadt Mainz, seit März Mittelpunkt der Mainzer Republik, wird im Ersten Koalitionskrieg von Koalitionstruppen eingekesselt. Die Belagerung von Mainz beginnt.
- 1796: Während ihres Italienfeldzuges siegen die Franzosen unter Napoleon Bonaparte und André Masséna in der Schlacht bei Dego über ein österreichisch-piemontesisches Armeekorps unter Eugène Guillaume Alexis von Mercy-Argenteau. Es ist Napoléons dritter militärischer Sieg innerhalb von drei Tagen.
- 1816: Im Vertrag von München wird ein Spannungszustand zwischen dem Königreich Bayern und dem Kaisertum Österreich beigelegt. Österreich erhält im Frieden von Schönbrunn verlorenes Gebiet gegen anderweitigen Ausgleich zurück, Berchtesgaden bleibt bayerisch.
- 1849: Lajos Kossuth erklärt im Zuge der Märzrevolution von 1848/49 in der Großen Reformierten Kirche in Debrecen die Unabhängigkeit Ungarns vom Kaisertum Österreich und ruft die Republik aus. Dies führt zum ungarischen Unabhängigkeitskrieg.
- 1864: Der vier Tage zuvor zum Kaiser von Mexiko ausgerufene Ferdinand Maximilian von Österreich schifft sich von Schloss Miramare bei Triest aus auf der Novara in Richtung Mexiko ein.
- 1864: Spanien blockiert den peruanischen Hafen Callao und eröffnet damit und mit der Besetzung der Chincha-Inseln den Spanisch-Südamerikanischen Krieg.

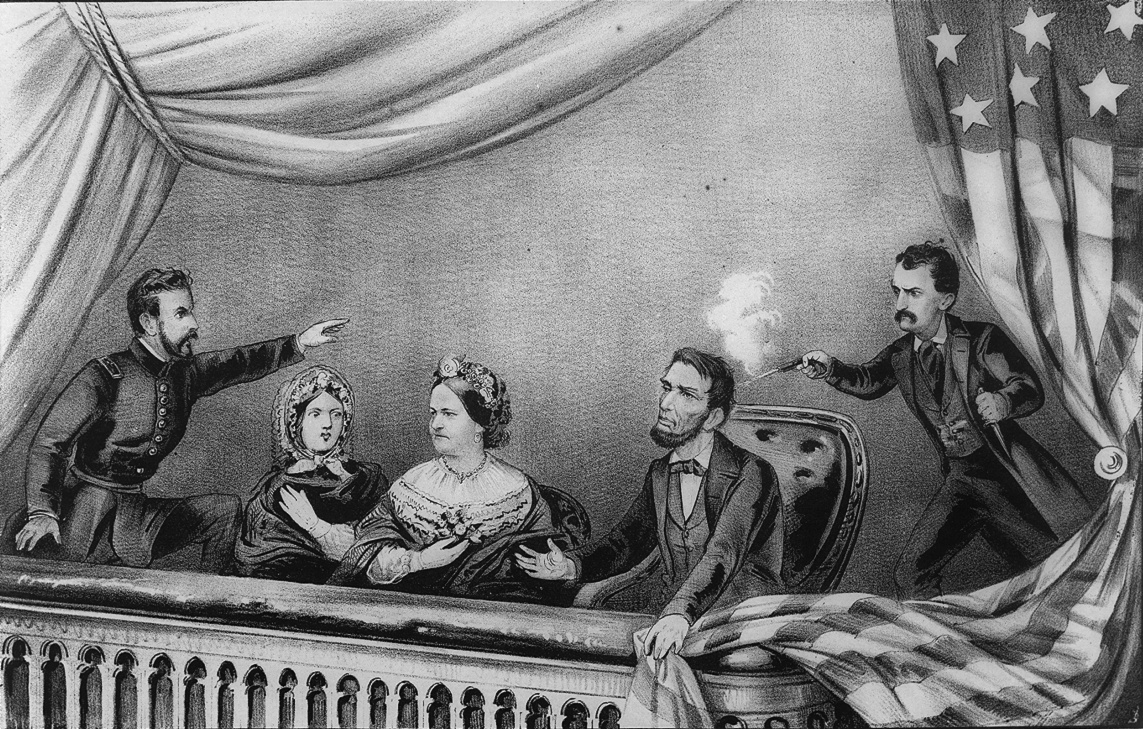
1865: Attentat auf Lincoln

- 1865: Der Südstaatler John Wilkes Booth schießt während einer Theateraufführung in Washington D. C. auf US-Präsident Abraham Lincoln und ruft danach die Worte: „Sic semper tyrannis!“ Am selben Abend dringt Booths Mitverschwörer Lewis Powell in das Haus des Außenministers William H. Seward ein und verletzt ihn schwer, jedoch nicht tödlich. Lincoln erliegt am folgenden Tag seinen Verletzungen.
- 1880: Der deutsche Reichskanzler Otto von Bismarck bringt im Reichstag die Samoa-Vorlage ein. Die Gesetzesvorlage sieht vor, dass das Deutsche Reich eine Garantie im Interesse der Disconto-Gesellschaft übernehmen soll, die das infolge von Handelsunternehmungen in Samoa bankrotte Hamburger Handelshaus von Johan Cesar Godeffroy übernehmen soll. Obwohl die Vorlage am 27. April abgelehnt wird, kann sie als Beginn der offiziellen deutschen Kolonialpolitik betrachtet werden.
- 1931: Der Großgrundbesitzer Niceto Alcalá Zamora ruft in Spanien die Republik aus, die zweite in der Geschichte des Landes. König Alfons XIII. geht ins Exil nach Paris.
- 1935: In einer gemeinsamen Entschließung verurteilen die in der Stresa-Front zusammengeschlossenen drei Mächte Großbritannien, Frankreich und Italien die angekündigte Aufrüstung des nationalsozialistischen Deutschlands.

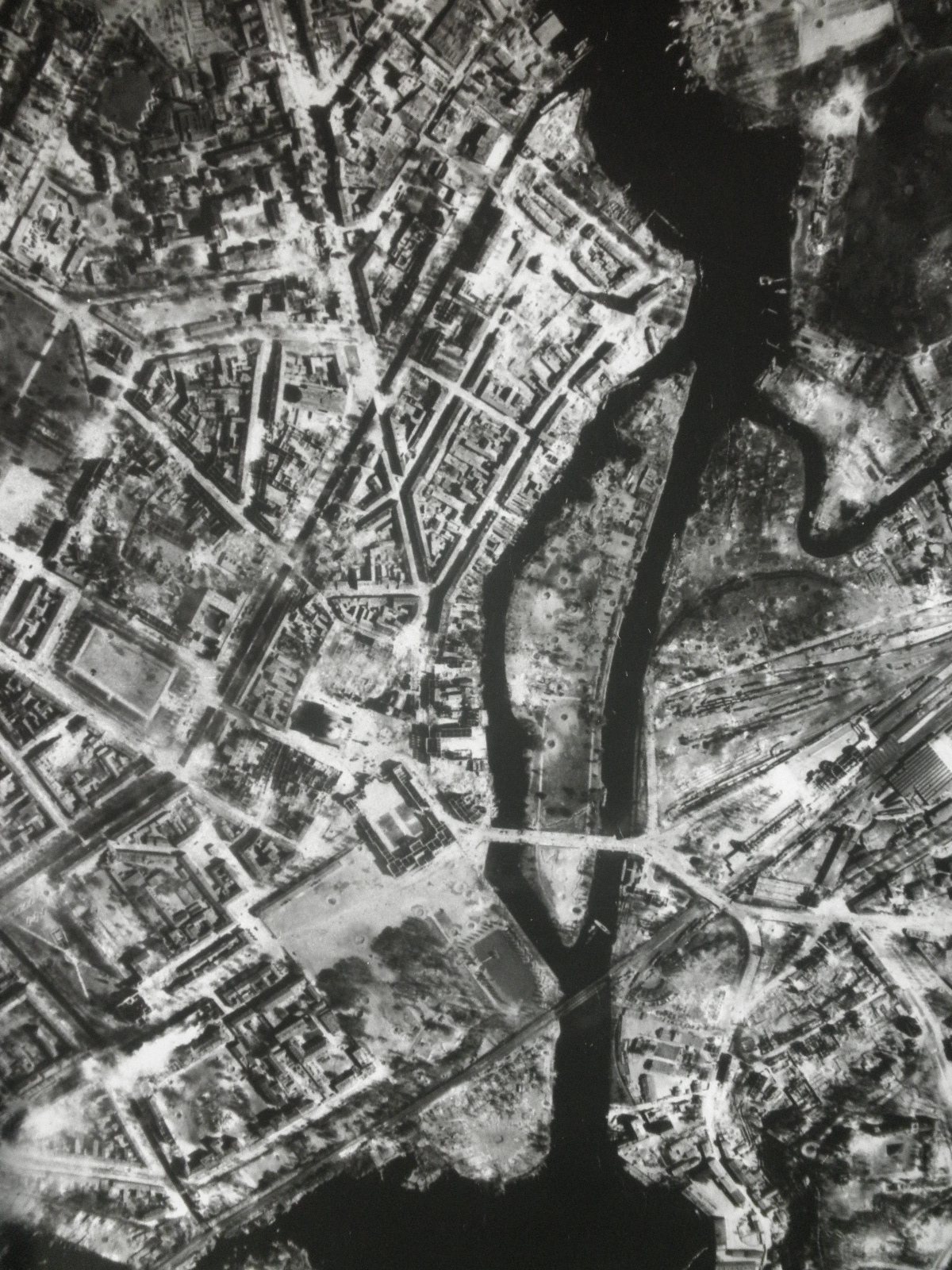
1945: Potsdam nach dem Bombenangriff

- 1945: Ein britischer Luftangriff auf Potsdam im Zweiten Weltkrieg fordert zwischen 1.000 und 5.000 Tote. In der zerstörten Altstadt brennen unter anderem das Stadtschloss und die Garnisonkirche völlig ab.
- 1945: Noch während der Schlacht um Wien im Zweiten Weltkrieg schließen sich im Wiener Rathaus Sozialdemokraten und Revolutionäre Sozialisten zur Sozialistischen Partei Österreichs zusammen. Adolf Schärf, später österreichischer Bundespräsident, wird Parteivorsitzender. Am gleichen Tag wird in Wien der konservative Österreichische Arbeiter- und Angestelltenbund (ÖAAB) gegründet.
- 1948: Vor einem britischen Militärgericht beginnt der Ravensbrück-Prozess gegen Lagerverantwortliche des KZ Uckermark. Hauptangeklagte sind Oberaufseherin Ruth Neudeck und die Aufseherinnen Elfriede Mohneke und Margarete Rabe.

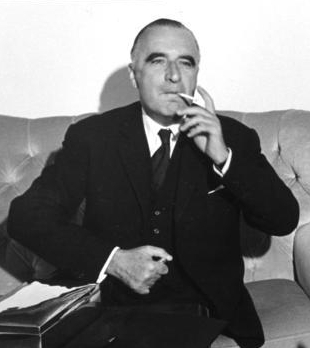
1962: Georges Pompidou

- 1962: Georges Pompidou wird unter Staatspräsident Charles de Gaulle Ministerpräsident Frankreichs.

1975: Flagge des Königreichs Sikkim

- 1975: Die Bevölkerung des Himalaya-Königreichs Sikkim entscheidet sich per Referendum mit überwältigender Mehrheit für die Abschaffung der Monarchie und den Anschluss an Indien.

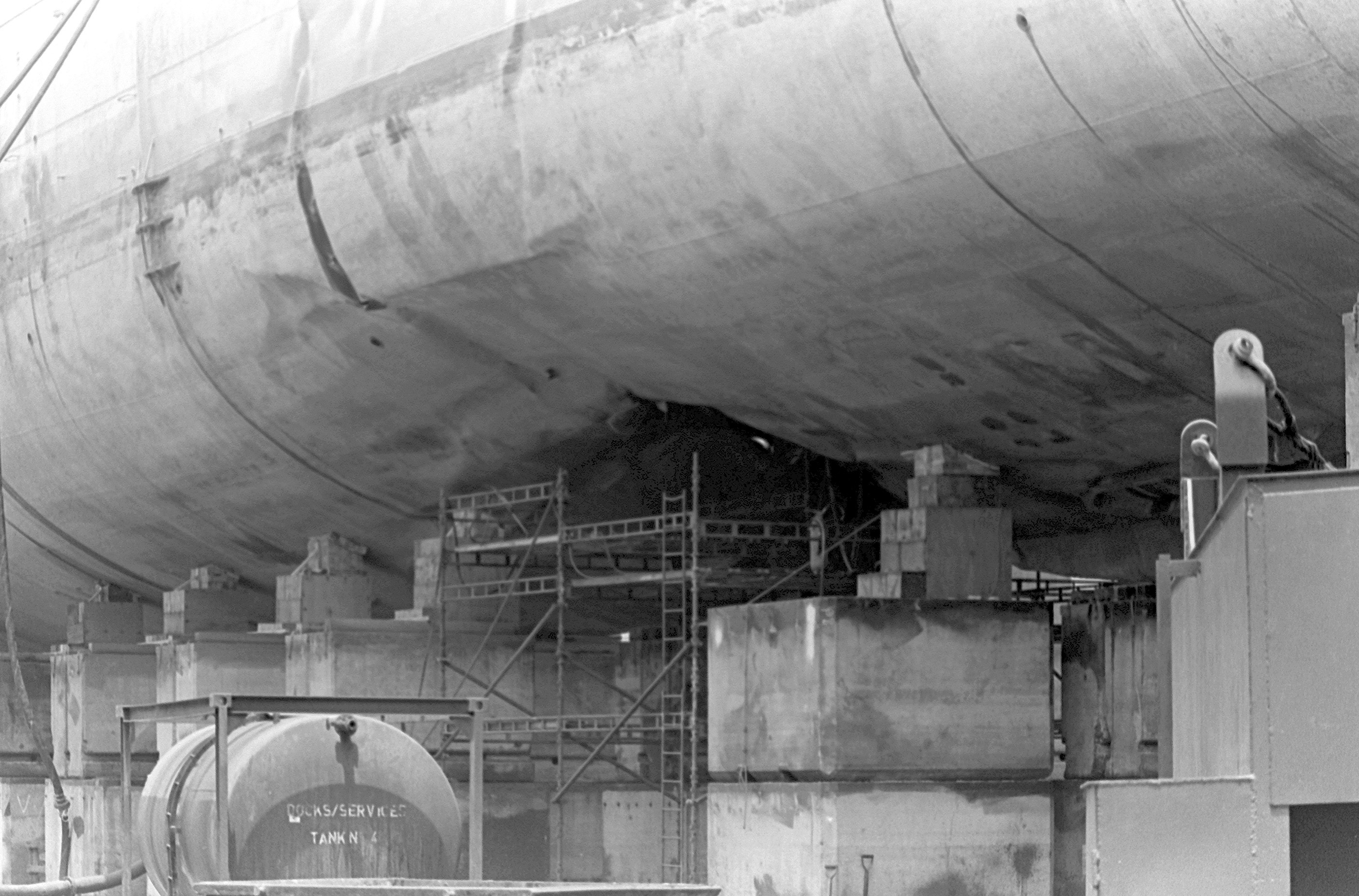
1988: Der Schaden durch die Mine

- 1988: Die an der Operation Earnest Will zum Schutz kuwaitischer Tanker vor iranischen Angriffen im Iran-Irak-Krieg teilnehmende Samuel B. Roberts läuft auf eine Seemine. Das Schiff kann gerettet werden, doch führt der Vorfall vier Tage später als Vergeltung gegen den Iran zur Operation Praying Mantis, dem größten seegestützten Militärschlag der US Navy seit dem Koreakrieg.

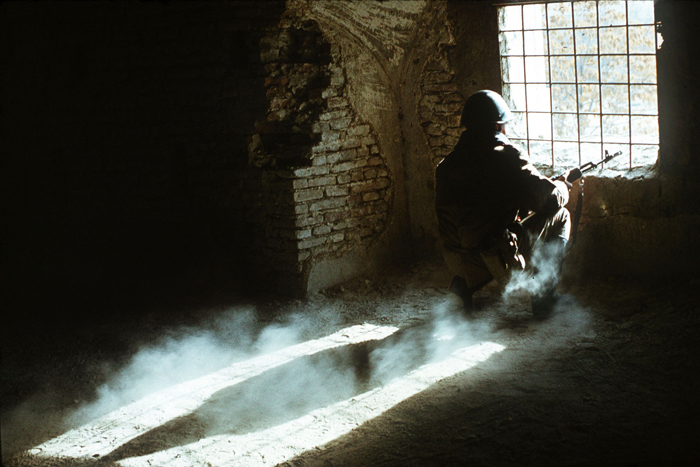
1988: Sowjetischer Soldat in Afghanistan

- 1988: Die Regierungen Afghanistans, Pakistans, der Sowjetunion und der USA unterzeichnen in Genf mehrere Abkommen, unter anderem über den Abzug sowjetischer Truppen aus Afghanistan.
- 1997: In Teheran versuchen radikale Studenten die deutsche Botschaft zu stürmen, nachdem im so genannten Berliner Mykonos-Urteil die iranische Staatsführung für die Ermordung von vier kurdischen Oppositionspolitikern verantwortlich gemacht worden ist.
- 2007: In Ankara protestieren auf dem Tandoğan-Platz Millionen von Menschen bei den Republik-Protesten gegen die Regierungspartei AKP und eine mögliche Kandidatur des Ministerpräsidenten Recep Tayyip Erdoğan für die Staatspräsidentschaftswahlen.
- 2008: Bei den Parlamentswahlen am 13. und 14. April 2008 gewinnt Berlusconis Mitte-rechts-Bündnis aus Il Popolo della Libertà, Lega Nord und Movimento per le Autonomie mit deutlichem Vorsprung.
- 2014: In Chibok, Nigeria, werden 276 überwiegend christliche Mädchen von der Terrororganisation Boko Haram entführt und versklavt. Viele werden noch immer vermisst.
- 2018: Beim Luftangriff auf Damaskus und Homs bombardierten die Streitkräfte der Vereinigten Staaten, Frankreichs und des Vereinigten Königreichs syrische Einrichtungen bei Damaskus und Homs als Antwort auf einen mutmaßlichen Chemiewaffen-Angriff des syrischen Regimes am 7. April in Duma.
- 2021: US-Präsident Joe Biden kündigt den Rückzug der amerikanischen Streitkräfte aus Afghanistan an. Am selben Tag schließt sich die NATO dieser Entscheidung an.
- 2022: Der russische Lenkwaffenkreuzer Moskwa (Schiff, 1979), sinkt nach Einwirkung zweier ukrainischer Anti-Schiff-Raketen vom Typ Neptun. Die Zahl der Opfer ist unbekannt

### Wirtschaft
- 1803: Die Banque de France in Paris erhält vom Ersten Konsul Napoléon Bonaparte für 15 Jahre das Monopol für die Ausgabe von Banknoten.
- 1812: Der Pariser Tischler Cochot meldet eine von ihm erfundene Jalousie mit verstellbaren Lamellen aus Holzbrettchen zum Patent an.
- 1860: Elf Tage nach dem Start in Saint Joseph, Missouri, erreicht der erste Pony-Express-Reiter San Francisco in Kalifornien.
- 1863: William Bullock erhält in den USA ein Patent auf seine Rollen-Rotationsdruckmaschine, eine Weiterentwicklung der Schnellpresse.

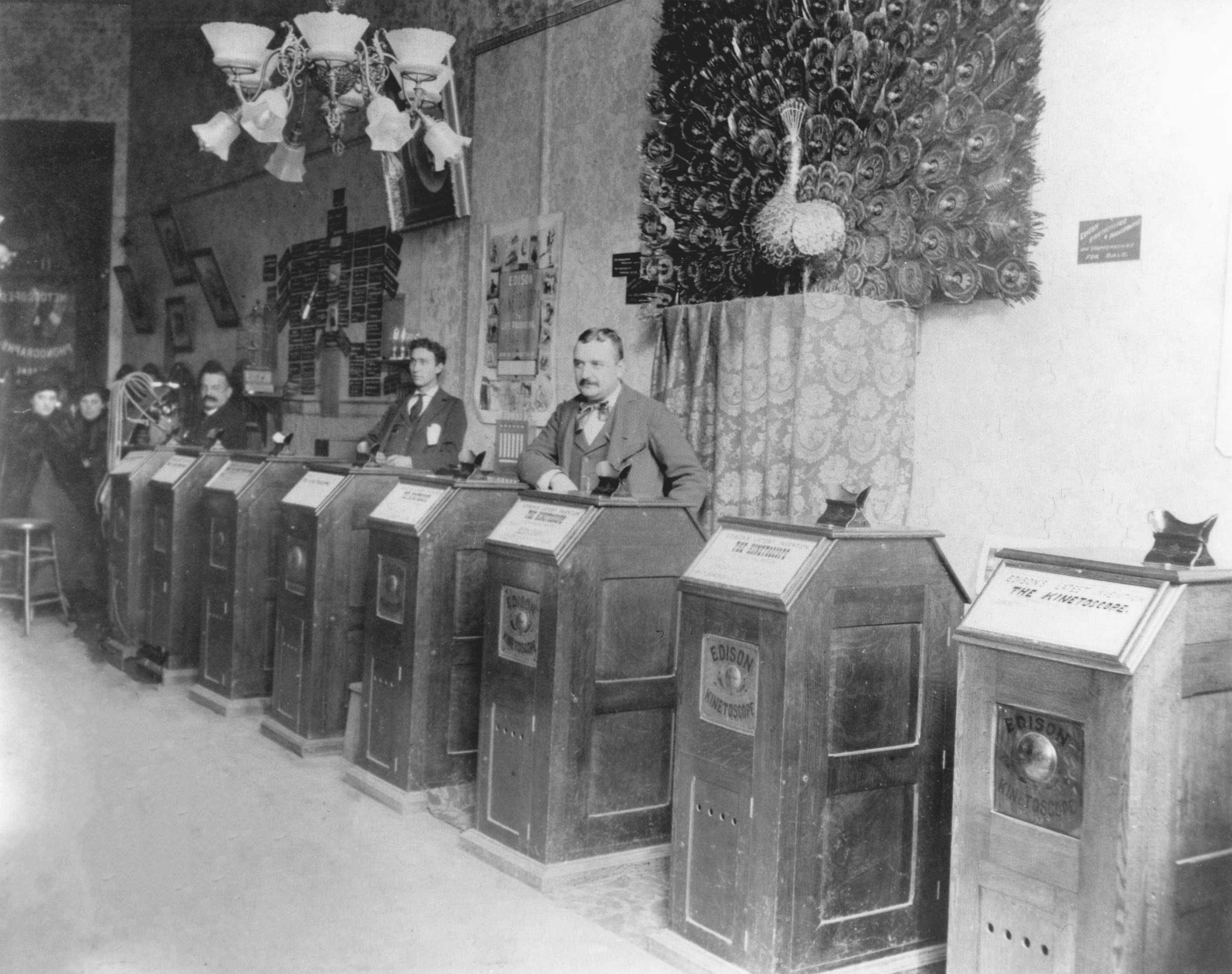
1894: Ein (wenig später eröffneter) Kinetoskop-Salon

- 1894: Am New Yorker Broadway wird ein erster Kinetoskop-Salon mit zehn von William K. L. Dickson für Edison entwickelten Schaukästen zur Betrachtung von Filmen eröffnet.

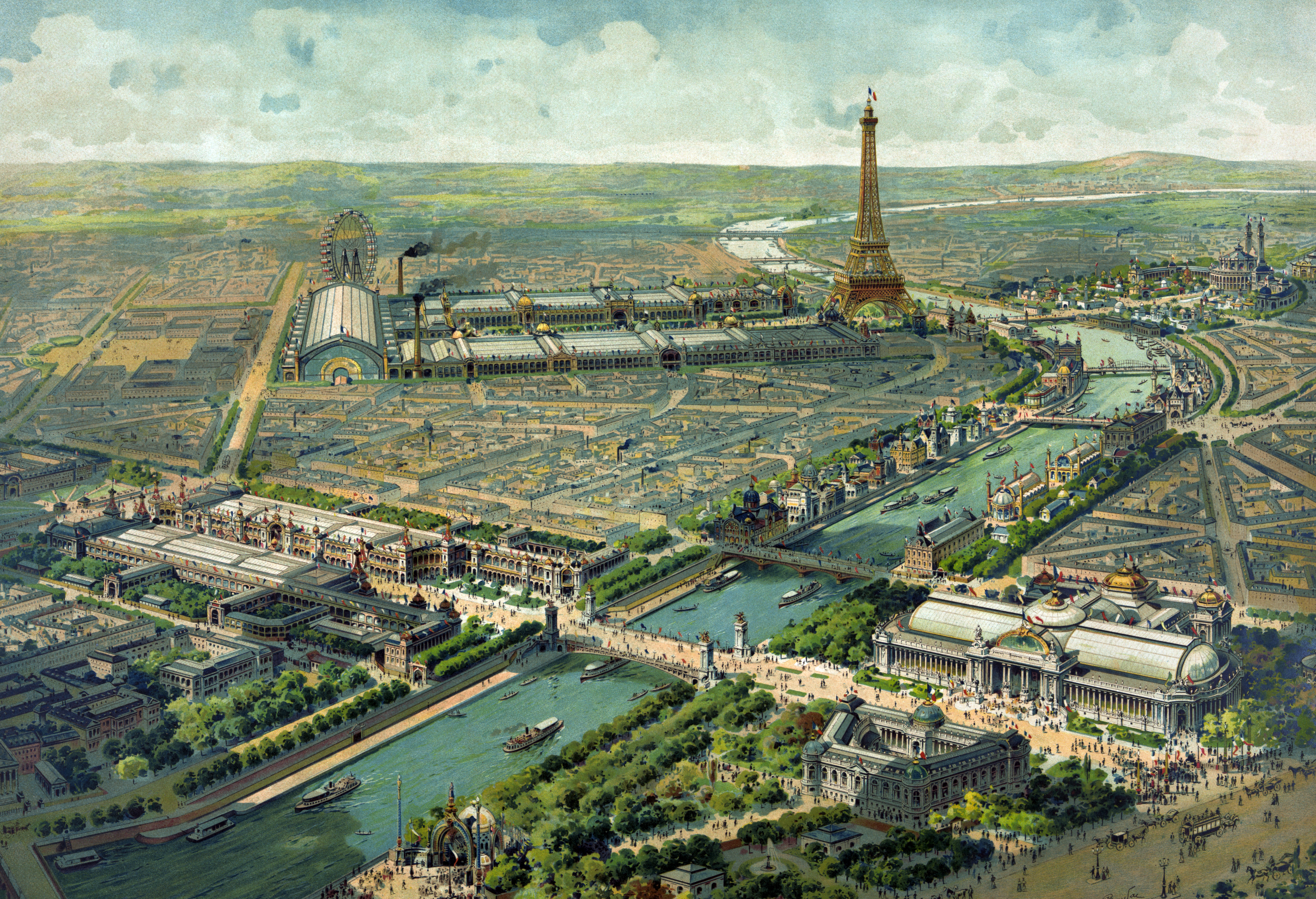
1900: Das Gelände der Pariser Weltausstellung

- 1900: Der französische Staatspräsident Émile Loubet eröffnet die Pariser Weltausstellung. Ab dem Folgetag kann das Publikum in Gebäuden wie dem Grand Palais und dem Petit Palais unter anderem über einen Oberleitungsbus, Rolltreppen und einen rollenden Bürgersteig staunen. Auch der Krimsekt wird hier bekannt. Gebäude wie der Pont Alexandre III und der Gare d’Orsay sind gerade rechtzeitig für die Weltausstellung fertig geworden.
- 1927: Der erste Volvo, ein ÖV4, verlässt das Werk auf der schwedischen Halbinsel Hisingen bei Göteborg. Der Wagen basiert bereits zu diesem Zeitpunkt größtenteils auf veralteter Technik.
- 1960: In der DDR wird die Kollektivierung der Landwirtschaft für abgeschlossen erklärt.

### Wissenschaft und Technik

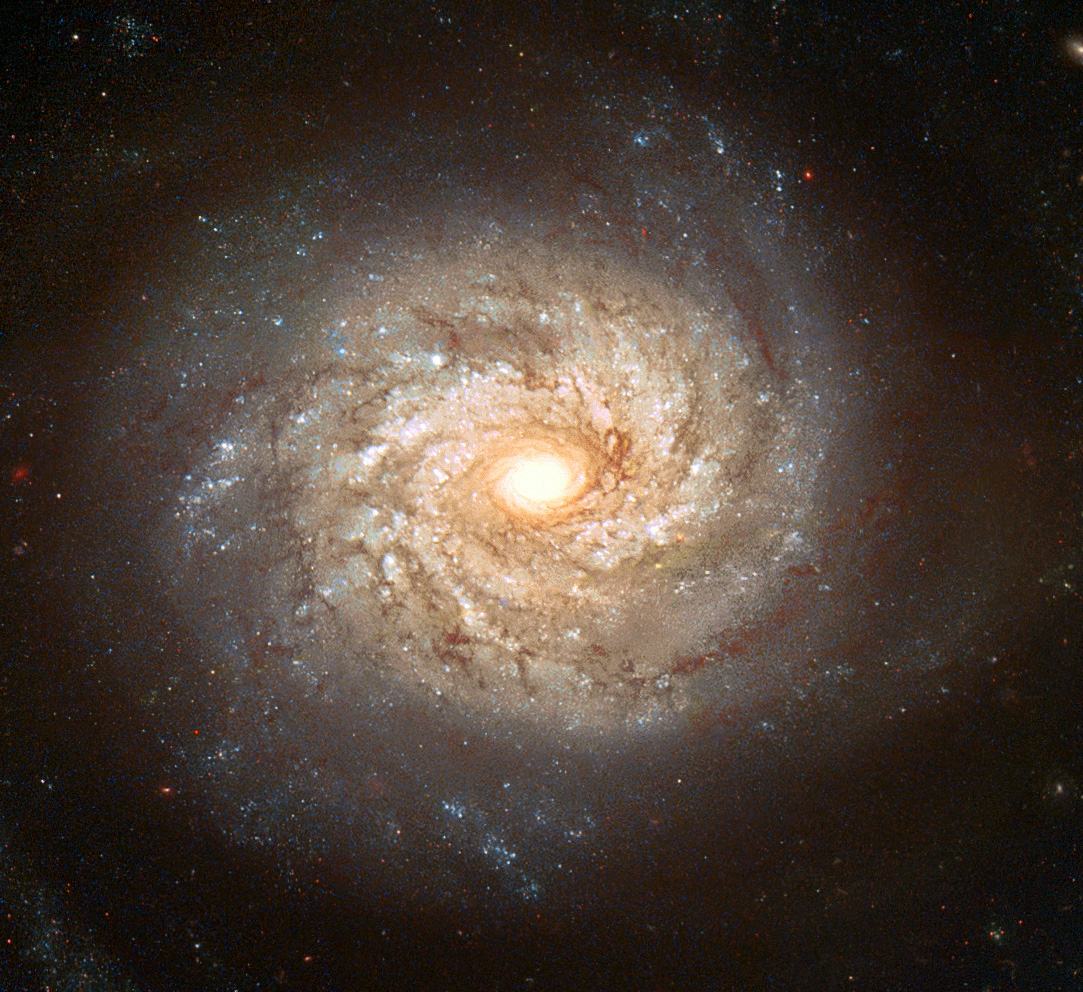
1789: NGC 3982

- 1789: Der deutsch-britische Astronom Wilhelm Herschel entdeckt im Sternbild Großer Bär sechs Galaxien, die inzwischen als NGC 3738, NGC 3756, NGC 3982, NGC 5473, NGC 5477 und NGC 5485 geführt werden.
- 1948: Auf dem Eniwetok-Atoll beginnt mit der Operation Sandstone die dritte Kernwaffentest-Serie der Vereinigten Staaten.
- 1958: Der sowjetische Satellit Sputnik II, der die Hündin Laika in die Erdumlaufbahn gebracht hat, verglüht nach 162 Tagen im All in der Erdatmosphäre.
- 1961: Durch den Beschuss von Californium mit Bor-Kernen durch die Wissenschaftler Albert Ghiorso, Torbjorn Sikkeland, Almon E. Larsh und Robert M. Latimer wird an der Berkeley-Universität in Kalifornien ein Übergangsmetall entdeckt, das später nach dem Physiker Ernest Lawrence den Namen Lawrencium erhält.
- 1968: Kosmos 212, das erste der beiden unbemannten sowjetischen Raumschiffe, die in der Erdumlaufbahn eine automatische Kopplung durchführen sollen, wird gestartet.

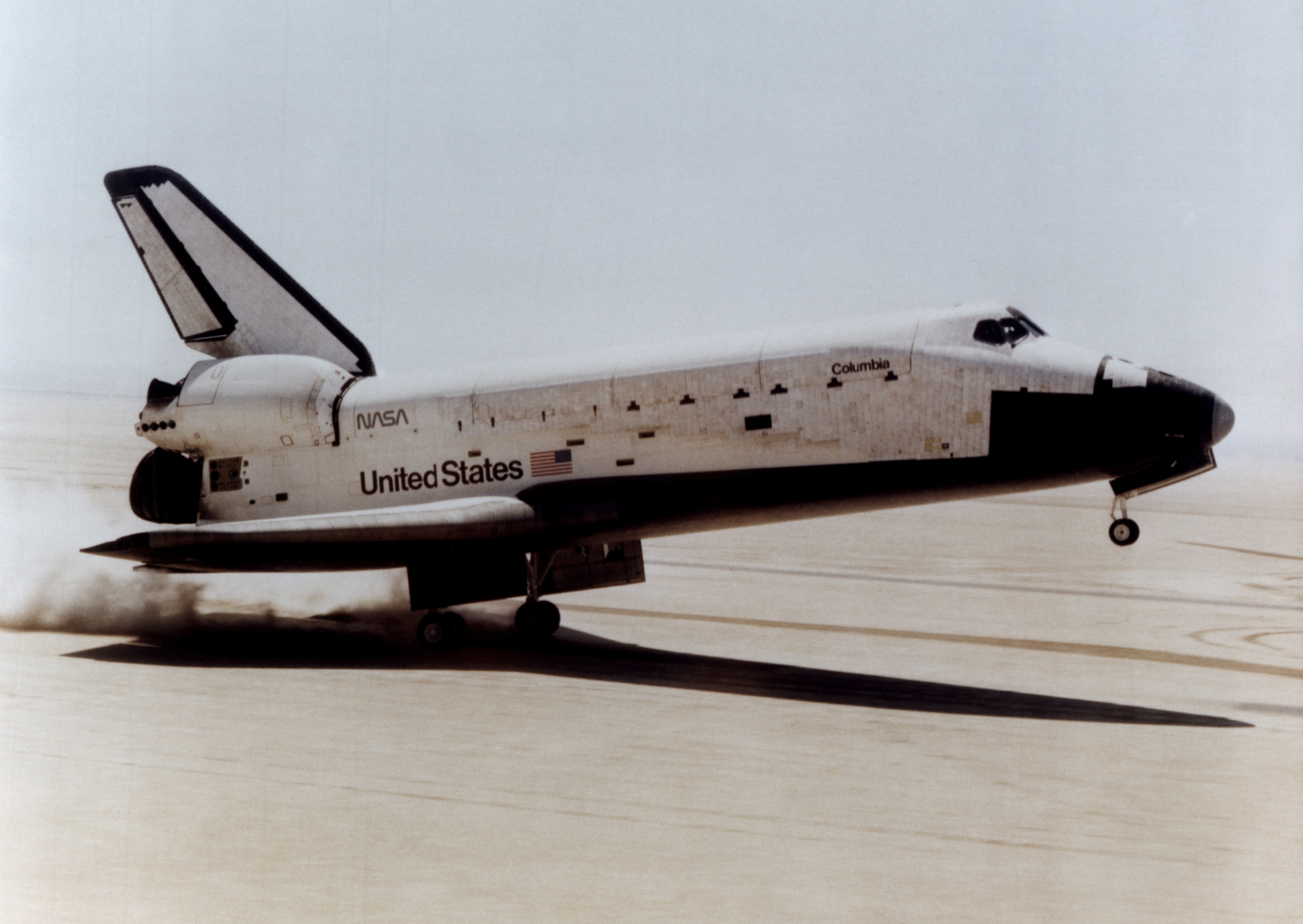
1981: Landung der Columbia

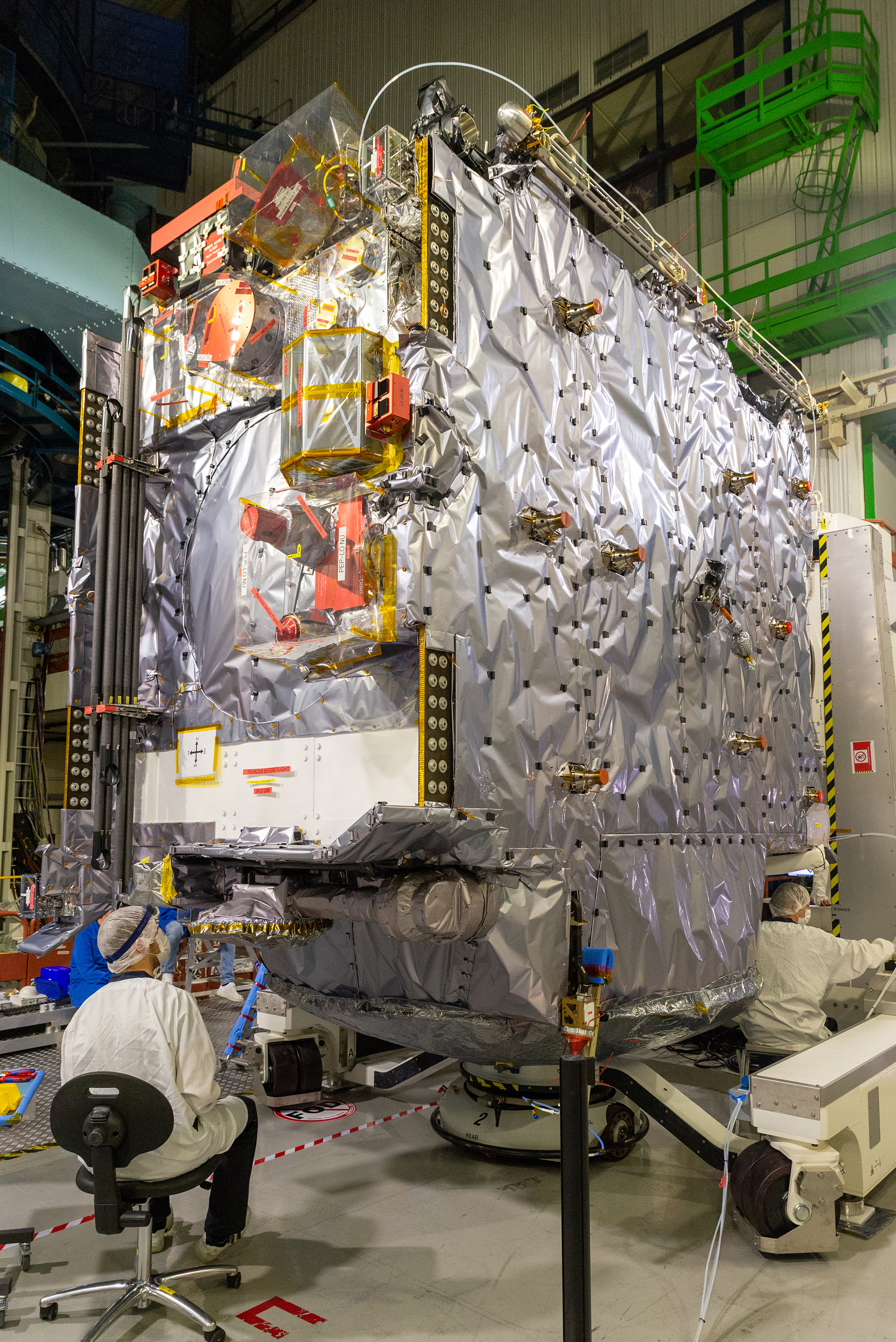
2023: Die Raumsonde JUICE bei Airbus Defence and Space

- 1981: Mit der erfolgreichen Landung der Raumfähre Columbia durch John Watts Young und Robert Crippen auf der Edwards Air Force Base in Kalifornien nach zwei Tagen im All endet die erste Space-Shuttle-Mission STS-1 der NASA.
- 2023: Die Raumsonde JUICE zur Erforschung der Eismonde des Planeten Jupiter startet um 14:14 MESZ vom Raumfahrtzentrum Guayana.

### Kultur

1783: Titelblatt des Erstdruckes

- 1783: Gotthold Ephraim Lessings Schauspiel Nathan der Weise wird, zwei Jahre nach dem Tod des Dichters, in Berlin uraufgeführt. Lessing hat damit seinem Freund Moses Mendelssohn ein literarisches Denkmal gesetzt.
- 1883: Die Oper Lakmé von Léo Delibes mit dem Libretto von Edmond Gondinet nach dem Roman Rarahu von Pierre Loti erlebt an der Pariser Opéra-Comique ihre Uraufführung.
- 1905: Die Uraufführung der komischen Oper Die Heirat wider Willen von Engelbert Humperdinck findet an der Königlichen Hofoper in Berlin statt.
- 1939: In den Vereinigten Staaten erscheint John Steinbecks Roman The Grapes of Wrath (deutscher Titel: Früchte des Zorns).
- 1945: Die Sowjetische Akademie der Wissenschaften gründet den Botanischen Garten in Moskau.
- 1951: Das Rennsteiglied wird im thüringischen Ort Hirschbach erstmals öffentlich gesungen.
- 1958: Am Stadttheater in Basel wird die Burleske Oper Titus Feuerfuchs oder Liebe, Tücke und Perücke von Heinrich Sutermeister, basierend auf der Posse mit Gesang Der Talisman von Johann Nestroy, uraufgeführt.
- 1980: Volker Schlöndorffs Spielfilm Die Blechtrommel nach dem gleichnamigen Roman von Günter Grass wird bei der Oscarverleihung mit dem Academy Award für den besten fremdsprachigen Film ausgezeichnet.

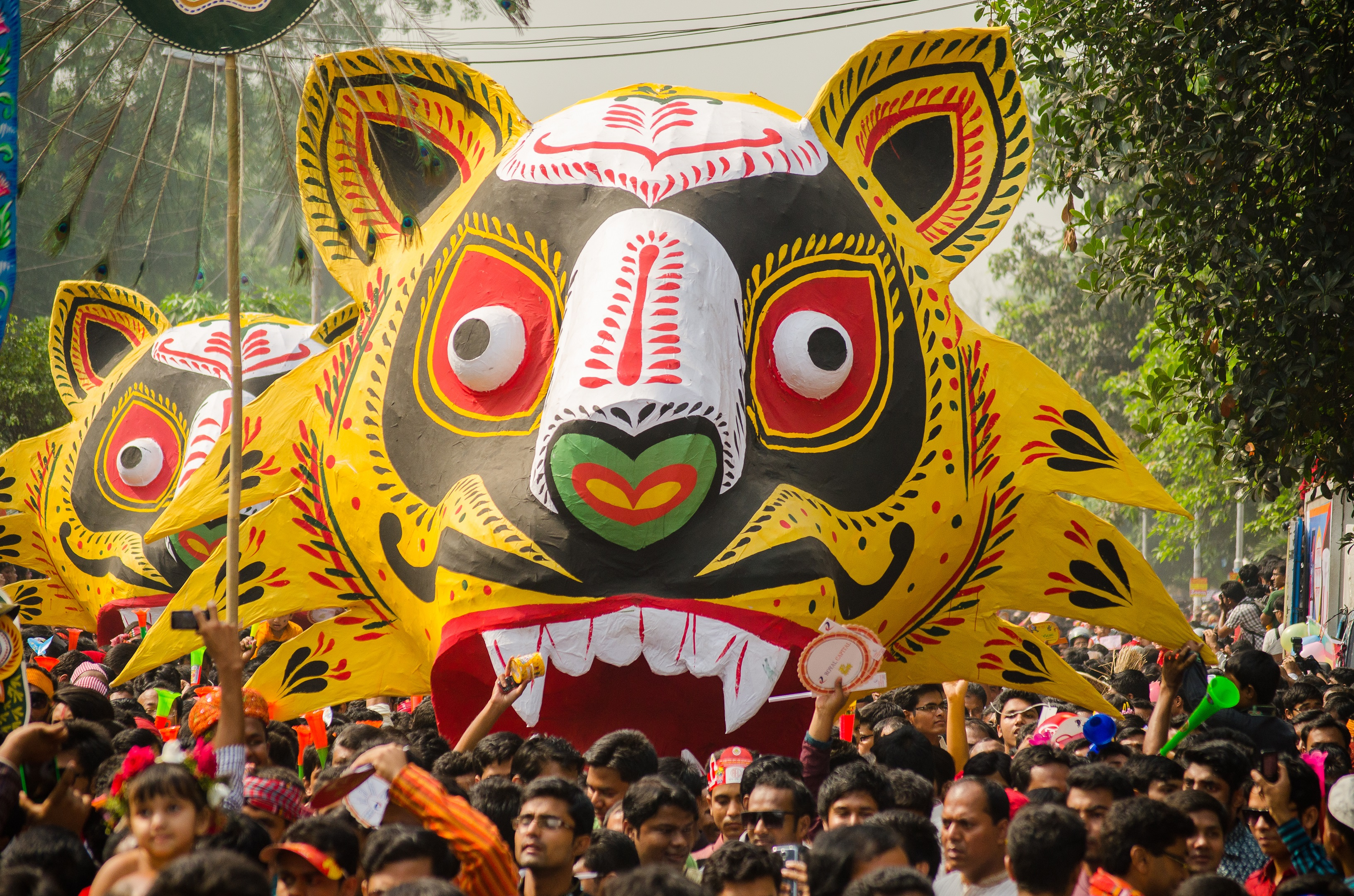
1989: Mangal Shobhajatra

- 1989: Mangal Shobhajatra, ein folkloristischer Umzug, organisiert von Kunststudenten und -lehrenden der Universität Dhaka in Bangladesch, findet erstmals statt (heute immaterielles UNESCO-Weltkulturerbe).

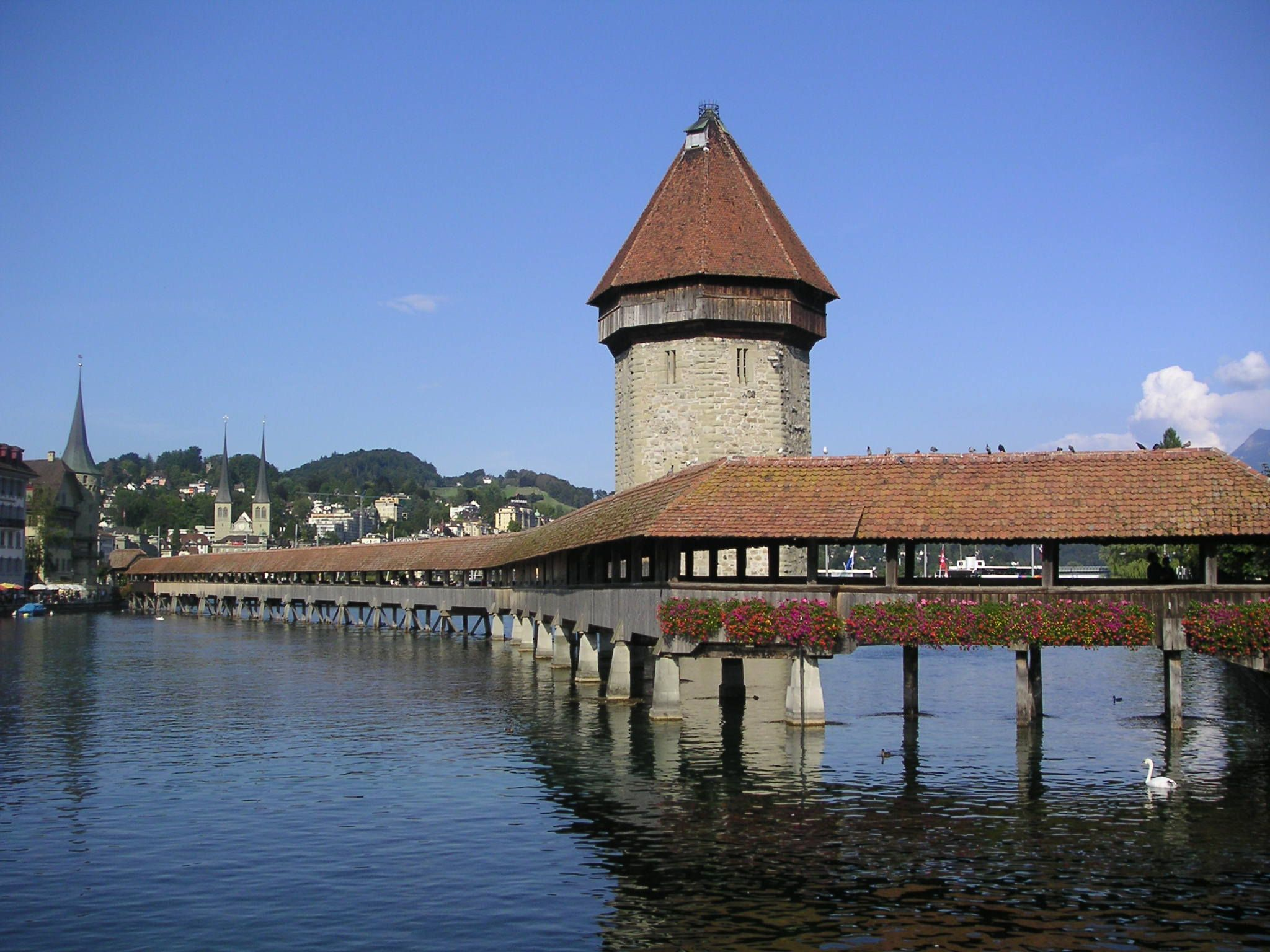
1994: Kapellbrücke

- 1994: Die nach einem Brand im August des Vorjahres zu 80 Prozent zerstörte Kapellbrücke in Luzern wird nach nur viermonatigem Wiederaufbau eingeweiht.
- 2016: Prince gibt im Fox Theatre in Atlanta in Georgia sein letztes Livekonzert in seiner Karriere.

### Gesellschaft

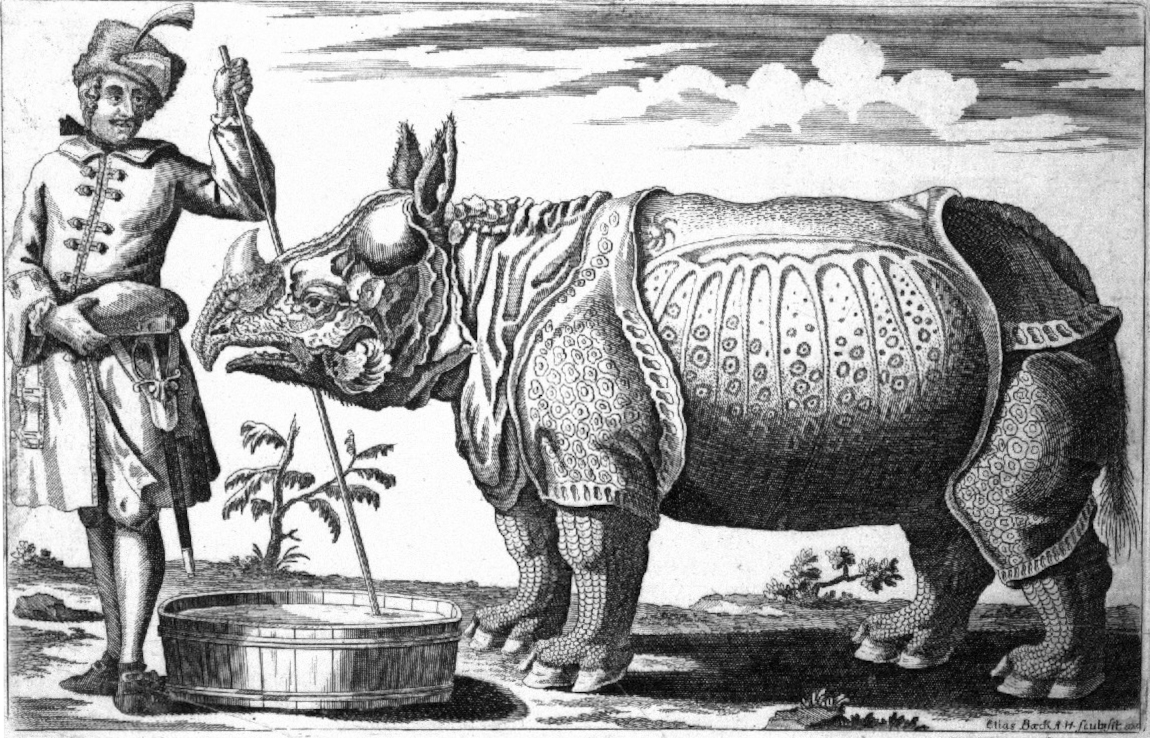
1758: Clara

- 1758: Clara, das seit Jahren durch Europa tourende Panzernashorn, stirbt in London. Es ist das erste Nashorn, das nachweislich mehrere Jahrzehnte in Gefangenschaft überlebt hat.
- 1846: Eine Gruppe von 33 Siedlern und Siedlerinnen macht sich von Springfield, Illinois, auf den Weg nach Westen Richtung Kalifornien. Auf Grund zahlreicher Fehlentscheidungen führt die mit der Zeit auf 87 Personen angewachsene so genannte Donner Party in die Katastrophe, bei der über ein Drittel der Mitreisenden, die in der Sierra Nevada vom Winter überrascht werden, ums Leben kommt und die Überlebenden sich nur mittels Kannibalismus am Leben erhalten können.

### Katastrophen
- 1912: Um ca. 23:40 Uhr rammt die Titanic im Nordatlantik einen Eisberg. Das Schiff der White Star Line unter Kapitän Edward John Smith sinkt innerhalb weniger Stunden, 1514 Menschen kommen ums Leben.

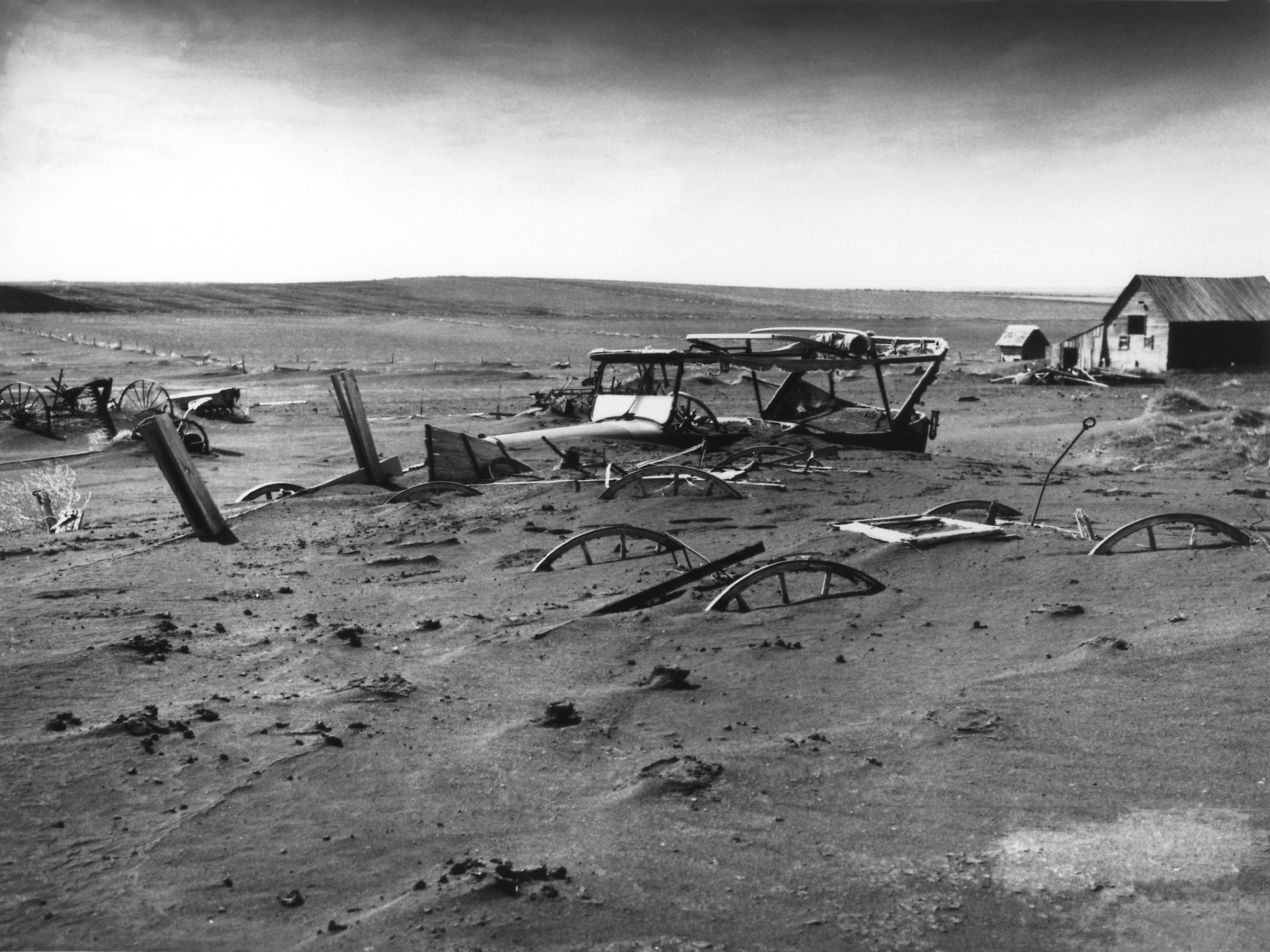
1935: Nach dem Staubsturm

- 1935: Am „Schwarzen Sonntag“ kommt es in der Dust Bowl der Great Plains im Mittleren Westen der USA zum schlimmsten Sandsturm der Geschichte. Durch die Rodung des Präriegrases ist der Boden der massiven Erosion ausgesetzt. Am schlimmsten betroffen ist der Bundesstaat Oklahoma, viele „Okies“ müssen auswandern.

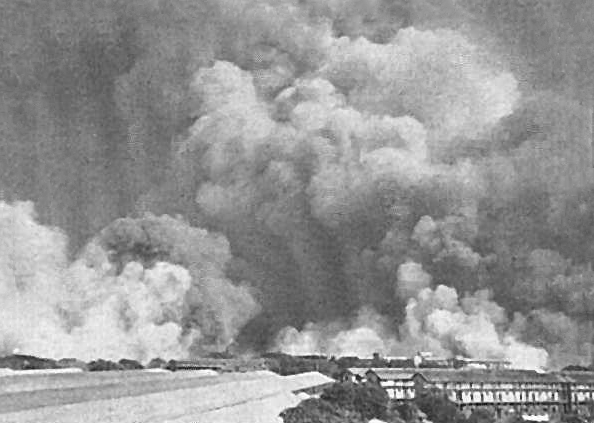
1944: Die Explosion der Fort Stikine

- 1944: Der unter anderem mit Sprengstoff und Munition beladene britische Frachter Fort Stikine explodiert im Hafen von Bombay. Die Folgen sind 1500 Tote und Vermisste, 3000 Verletzte, die Zerstörung von 13 Schiffen und ein Gesamtschaden von rund einer Milliarde US-Dollar.
- 1986: Ein Hagelschauer im Distrikt Gopalganj, Bangladesch, 100 km südlich der Hauptstadt Dhaka, fordert 92 Menschenleben. Dabei fällt auch das mit 1,02 kg schwerste weltweit je gewogene Hagelkorn vom Himmel.
- 1994: Teile von Sachsen-Anhalt werden von einem schweren Hochwasser der Saale heimgesucht. Im vollständig überfluteten Ort Schellsitz erreicht der Fluss einen Pegelstand von 6,35 Meter.

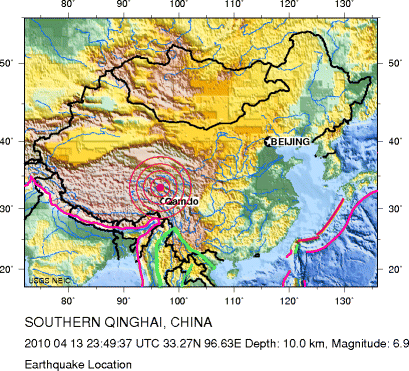
2010: Yushu-Erdbeben

- 2010: Bei einem Erdbeben der Stärke 6,9 auf der Momenten-Magnituden-Skala im autonomen tibetischen Bezirk Yushu in der chinesischen Provinz Qinghai kommen mindestens 400 Menschen ums Leben. Weitere 1000 werden verletzt.
- 2016: Bei einem Erdbeben der Stärke 6,2 auf der Momenten-Magnituden-Skala auf der japanischen Insel Kyūshū kommen neun Menschen ums Leben, über 1100 werden verletzt.

Kleinere Unglücksfälle sind in den Unterartikeln von Katastrophe und in der Liste von Katastrophen aufgeführt.

### Natur und Umwelt

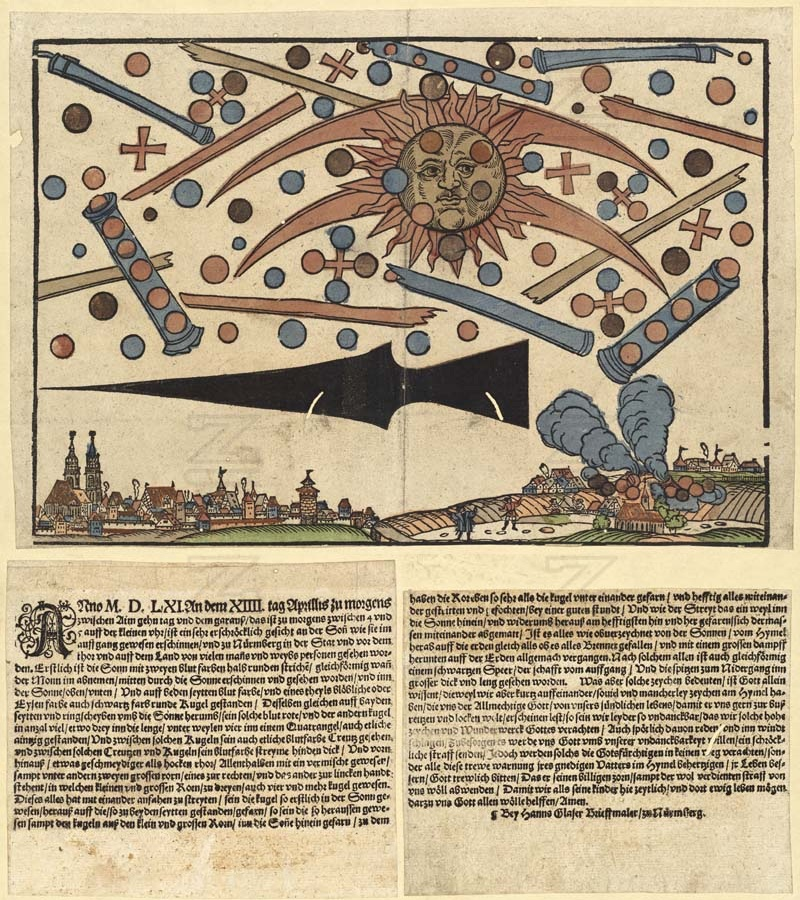
1561: Nürnberger Flugblatt: Himmels-erscheinungen über Nürnberg

- 1561: Bürger von Nürnberg sehen ein Himmelsphänomen, das wie ein Luftkrieg zwischen dreigliedrigen Kugeln und zylindrischen Objekten erscheint und sich allmählich in Rauch auflöst. Ein Flugblatt von Hans Glaser beschreibt fünf Jahre später das Ereignis, bei dem es sich vermutlich um Haloerscheinungen handelt.

### Sport
- 1900: Die Radsportverbände von Belgien, Frankreich, Italien, der Schweiz und der USA gründen in Paris den Weltverband Union Cycliste Internationale (UCI).
- 1907: Der französische Radrennfahrer Lucien Petit-Breton gewinnt das erste Eintagesrennen Mailand–Sanremo. Mit über 260 Kilometern gilt Mailand–Sanremo als das längste klassische Eintagesrennen im Radsport. Darüber hinaus zählt die Strecke zu den fünf sogenannten „Monumenten des Radsports“.
- 1909: In Berlin wird die Sportliche Vereinigung der Degea (Deutsche-Auer-Lampengesellschaft, später OSRAM) als erste Betriebssportgruppe Deutschlands gegründet.
- 1929: Unter den Auspizien von Fürst Louis II. findet in Monaco erstmals ein Automobilrennen statt. Der Große Preis von Monaco entwickelt sich zu einem der bekanntesten Rennen im Automobilsport.
- 1931: In Andalusien wird der Fußballverein FC Granada gegründet.
- 1938: Auf Anordnung des nationalsozialistischen Fachamts Fußball müssen die konkurrierenden Bochumer Sportvereine Turnverein 1848, TuS 1908 und Germania 1906 zum VfL Bochum fusionieren.
- 1985: Der Golfprofi Bernhard Langer gewinnt als erster Deutscher das Masters-Turnier in Augusta (Georgia).
- 1991: Die Vereinigten Staaten gewinnen das Finale der Frauen-Rugby-Union-Weltmeisterschaft in Cardiff 19:6 gegen England.
- 2024: Bayer 04 Leverkusen wird nach einem 5:0 gegen Werder Bremen zum ersten Mal Deutscher Fußballmeister

Einträge von Leichtathletik-Weltrekorden befinden sich unter der jeweiligen Disziplin unter Leichtathletik.

## Geboren

### Vor dem 18. Jahrhundert
- 0216: Mani, parthischer Religionsstifter des Manichäismus
- 1126: Averroes, spanisch-arabischer Philosoph, Arzt und Mystiker
- 1204: Heinrich I., König von Kastilien
- 1331: Johanna Maria de Maillé, französische Heilige der römisch-katholischen Kirche
- 1336: Go-Kōgon, japanischer Gegen-Tennō (Nordhof)
- 1521: Johannes Marbach, deutscher Theologe, Reformator und Konfessionalist
- 1527: Abraham Ortelius, niederländischer Geo- und Kartograph
- 1572: Adam Tanner, österreichischer Jesuit, Theologe, Professor und Hexentheoretiker

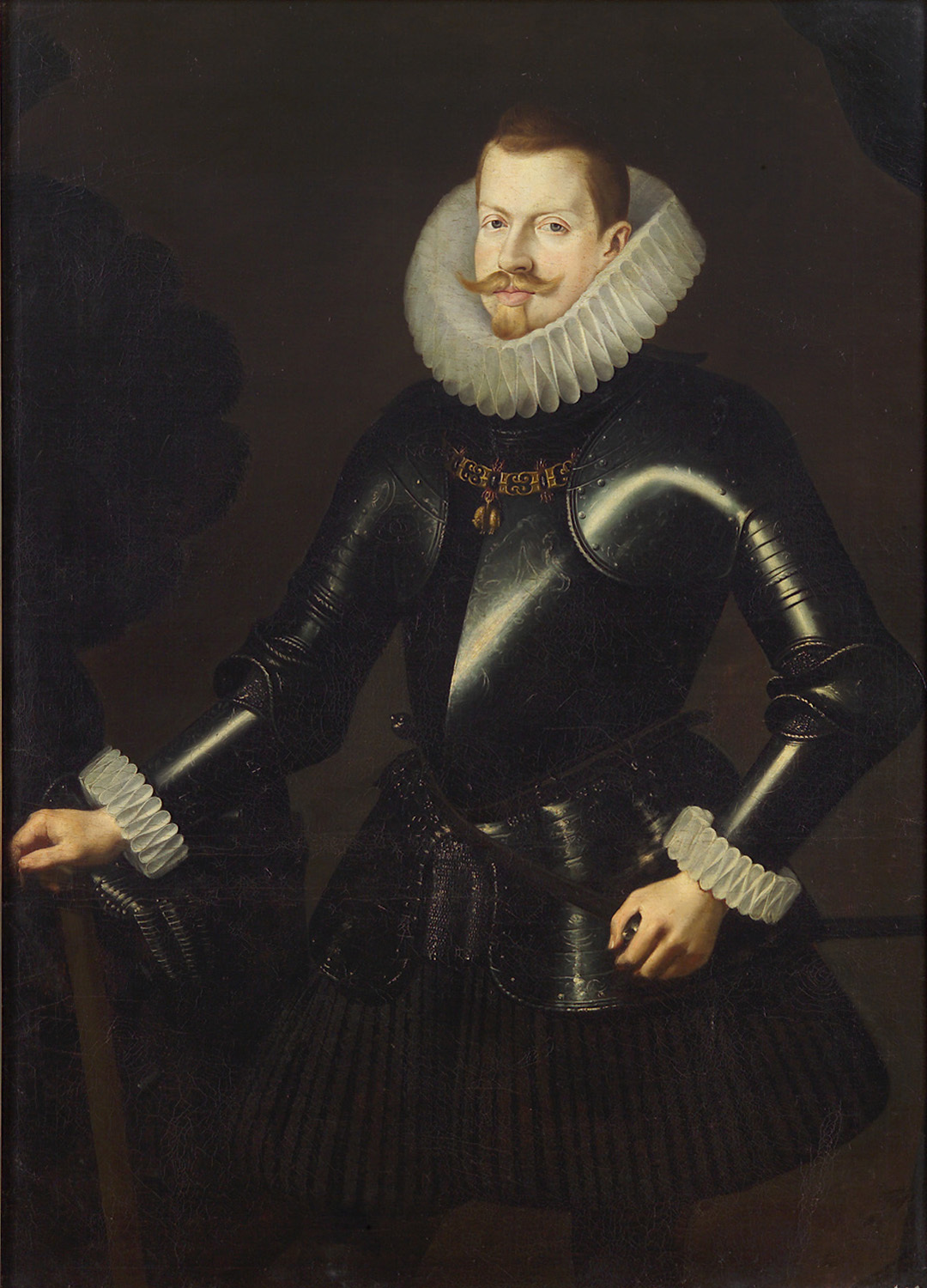
Philipp III. (* 1578)

- 1578: Philipp III., König von Spanien, Neapel, Sizilien, Sardinien und Portugal
- 1595: Hempo von dem Knesebeck, altmärkischer Landeshauptmann
- 1597: Georg Lilien, deutscher lutherischer Theologe
- 1606: Juliane von Hessen-Darmstadt, Gräfin von Ostfriesland
- 1629: Christiaan Huygens, niederländischer Astronom, Mathematiker und Physiker
- 1636: Sophie von Barby, Fürstin von Ostfriesland
- 1643: Jeremias Lossius, deutscher Mediziner
- 1674: Johann Berenberg, deutscher Kaufmann und Genealoge
- 1676: Philipp Ludwig Dreyßigmark, deutscher Geistlicher
- 1676: Ernst Christian Hesse, deutscher Kapellmeister, Komponist und Gambist
- 1689: Ferdinand Zellbell, schwedischer Komponist

### 18. Jahrhundert
- 1707: Daniel Bruckner, Basler Kanzleibeamter und Historiker
- 1727: Johanna von Hohenzollern-Berg, Erbin der Grafschaft Berg, Fürstin von Hohenzollern-Sigmaringen
- 1731: Laurent-Benoît Dewez, Architekt aus den Österreichischen Niederlanden
- 1738: William Cavendish-Bentinck, 3. Duke of Portland, britischer Politiker, Premierminister
- 1741: Momozono, 116. Kaiser von Japan
- 1742: Sophie Reimarus, deutsche Vordenkerin der Aufklärung
- 1745: Denis Iwanowitsch Fonwisin, russischer Satiriker und Komödiendichter
- 1754: Nikolai Petrowitsch Rumjanzew, russischer Gelehrter und Staatsmann
- 1760: Sigismund Friedrich Hermbstädt, deutscher Apotheker, Chemiker, technischer Schriftsteller und Technologe
- 1762: Giuseppe Valadier, italienischer Architekt, Städtebauer, Archäologe und Goldschmied
- 1764: Firmin Didot, französischer Typograph und Schriftsteller
- 1764: Franz Xaver Gewey, österreichischer Beamter, Schauspieler und Schriftsteller
- 1765: Auguste Wilhelmine von Hessen-Darmstadt, Königin von Bayern

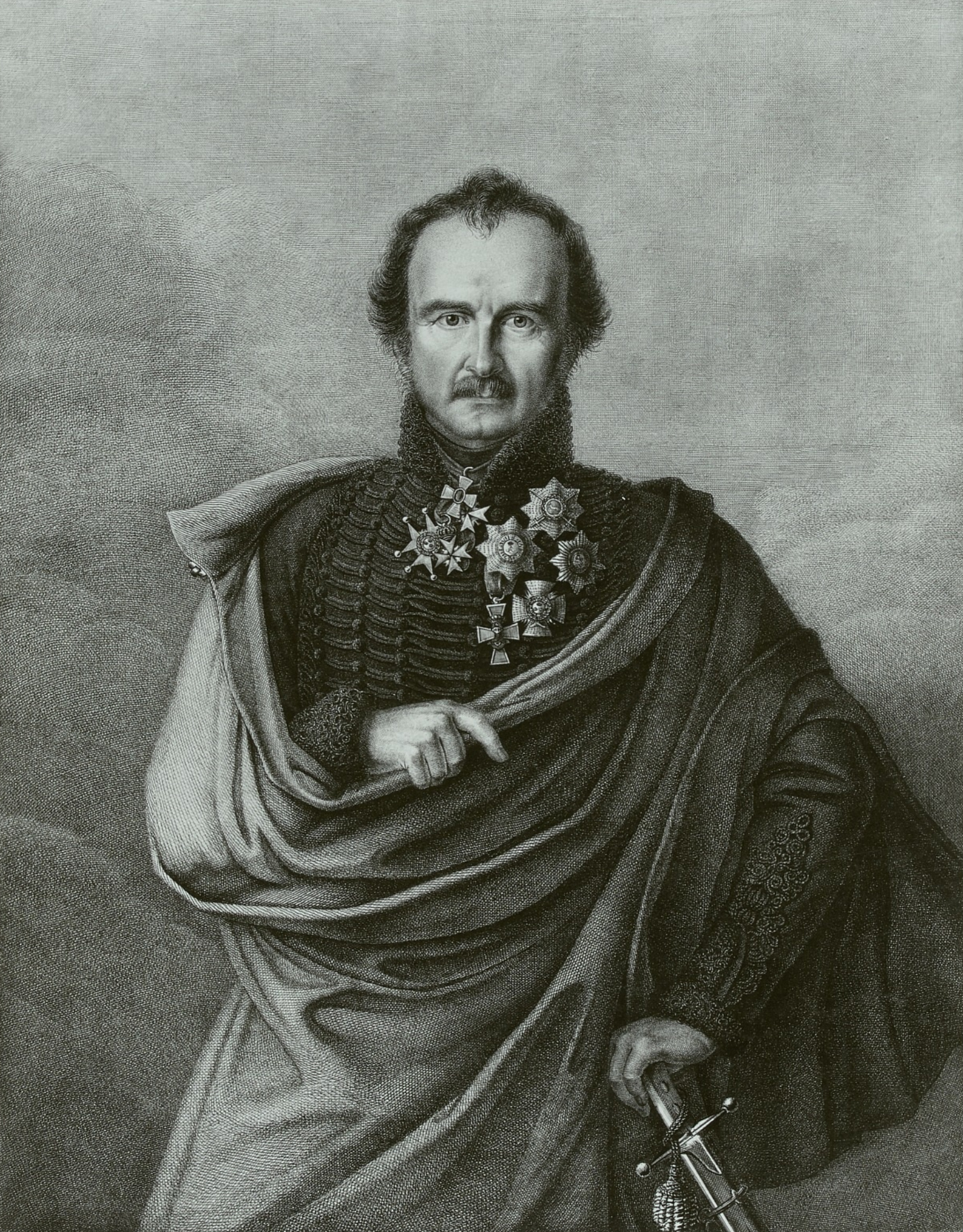
Wilhelm von Dörnberg (* 1768)

- 1768: Wilhelm von Dörnberg, hessischer General
- 1769: Barthélemy-Catherine Joubert, französischer General
- 1773: Jean-Baptiste de Villèle, französischer Staatsmann
- 1775: Karl Ferdinand Becker, deutscher Arzt, Naturwissenschaftler, Pädagoge und Sprachforscher
- 1777ː Charlotte von Kathen, Gutsherrin auf Rügen, Salonnière
- 1780: Joseph von Winiwarter, österreichischer Jurist und Hochschullehrer
- 1784: Carl Ludwig August Bergius, deutscher Beamter
- 1787: Jean-Victor Schnetz, französischer Maler
- 1792: Johann Helfrich Adami, deutscher Kaufmann, Senator in Bremer
- 1792: Friedrich Bruckbräu, deutscher Schriftsteller und Übersetzer
- 1796: Benjamin Bonneville, US-amerikanischer Offizier und Pionier des amerikanischen Westens
- 1796: Frederik Due, norwegischer Offizier und Staatsmann, Staatsminister, Botschafter
- 1799: Jacob van Hall, niederländischer Rechtswissenschaftler

### 19. Jahrhundert

#### 1801–1850
- 1802: Hermann Franck, deutscher Schriftsteller, Ästhetiker und Kritiker

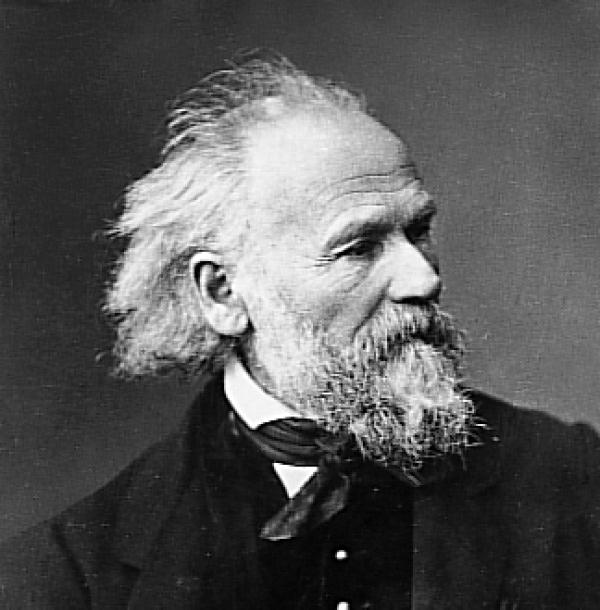
Friedrich von Amerling (* 1803)

- 1803: Friedrich von Amerling, österreichischer Maler
- 1807: Josef Staudigl, österreichischer Sänger
- 1808: Manuel Isidoro Belzu, bolivianischer Offizier und Politiker, Minister, Staatspräsident
- 1809: Friedrich Adolph Roemer, deutscher Geologe, Botaniker und Jurist
- 1809: George Willem Vreede, niederländischer Rechtswissenschaftler und -historiker
- 1811: Félix Le Couppey, französischer Musikpädagoge, Pianist und Komponist
- 1812: George Edward Grey, britischer Kolonialpolitiker, Gouverneur von South Australia, Neuseeland und der Kapkolonie, Premierminister Neuseelands
- 1814: Henri Lehmann, französischer Maler
- 1815: Gregor Ata, libanesischer Geistlicher, Erzbischof von Homs
- 1815: Rudolf von Raumer, deutscher Germanist
- 1818: Marie von Sachsen-Altenburg, als Ehefrau Georgs V. Königin von Hannover
- 1826ː Antonie Erhartt, österreichische Theaterschauspielerin und Opernsängerin (Sopran)
- 1831: Gerhard Rohlfs, deutscher Afrikareisender und Schriftsteller
- 1832: Wilhelm Busch, deutscher Dichter und Zeichner
- 1832: Herbert Pernice, deutscher Jurist
- 1833: Hans Ross, norwegischer Linguist
- 1834: Guglielmo Sanfelice d’Acquavella, italienischer Geistlicher, Erzbischof von Neapel, Kardinal
- 1837: Ludwig Held, österreichischer Schriftsteller und Librettist

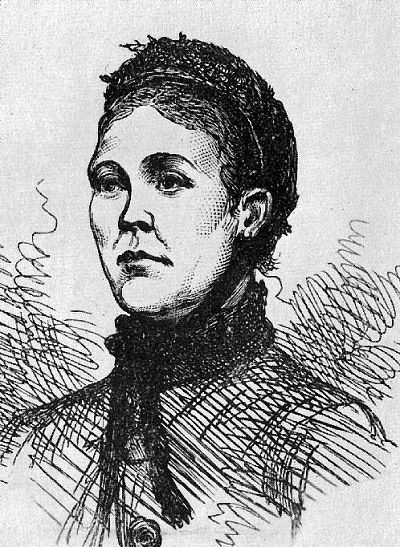
Catherine Eddowes (* 1842)

- 1842: Catherine Eddowes, viertes Opfer der Whitechapel-Morde des Serienmörders Jack the Ripper
- 1842: Conradin Zschokke, Schweizer Bauingenieur und -unternehmer
- 1843: Helene Hübener, deutsche Schriftstellerin
- 1843: Wolfgang Eras, deutscher Volkswirt
- 1844: Eduard Hiller, deutscher Altphilologe
- 1844: Maria Immaculata von Neapel-Sizilien, Prinzessin von Bourbon und beider Sizilien
- 1846: Friedrich Carl Andreas, deutscher Iranist und Orientalist
- 1849: Sergei Iwanowitsch Mossin, russischer Waffenkonstrukteur

#### 1851–1900
- 1851: Edwin Bormann, deutscher Schriftsteller
- 1852: Maximilian Delphinius Berlitz, US-amerikanischer Sprachpädagoge deutscher Herkunft, Gründer der Berlitz Sprachschulen
- 1852: Henrique Oswald, brasilianischer Komponist
- 1854: Max Kruse, deutscher Bildhauer, Bühnenbildner und Erfinder
- 1855: Heinrich Bandlow, deutscher Pädagoge und Autor
- 1856: Lamartine Griffin Hardman, US-amerikanischer Politiker, Gouverneur von Georgia

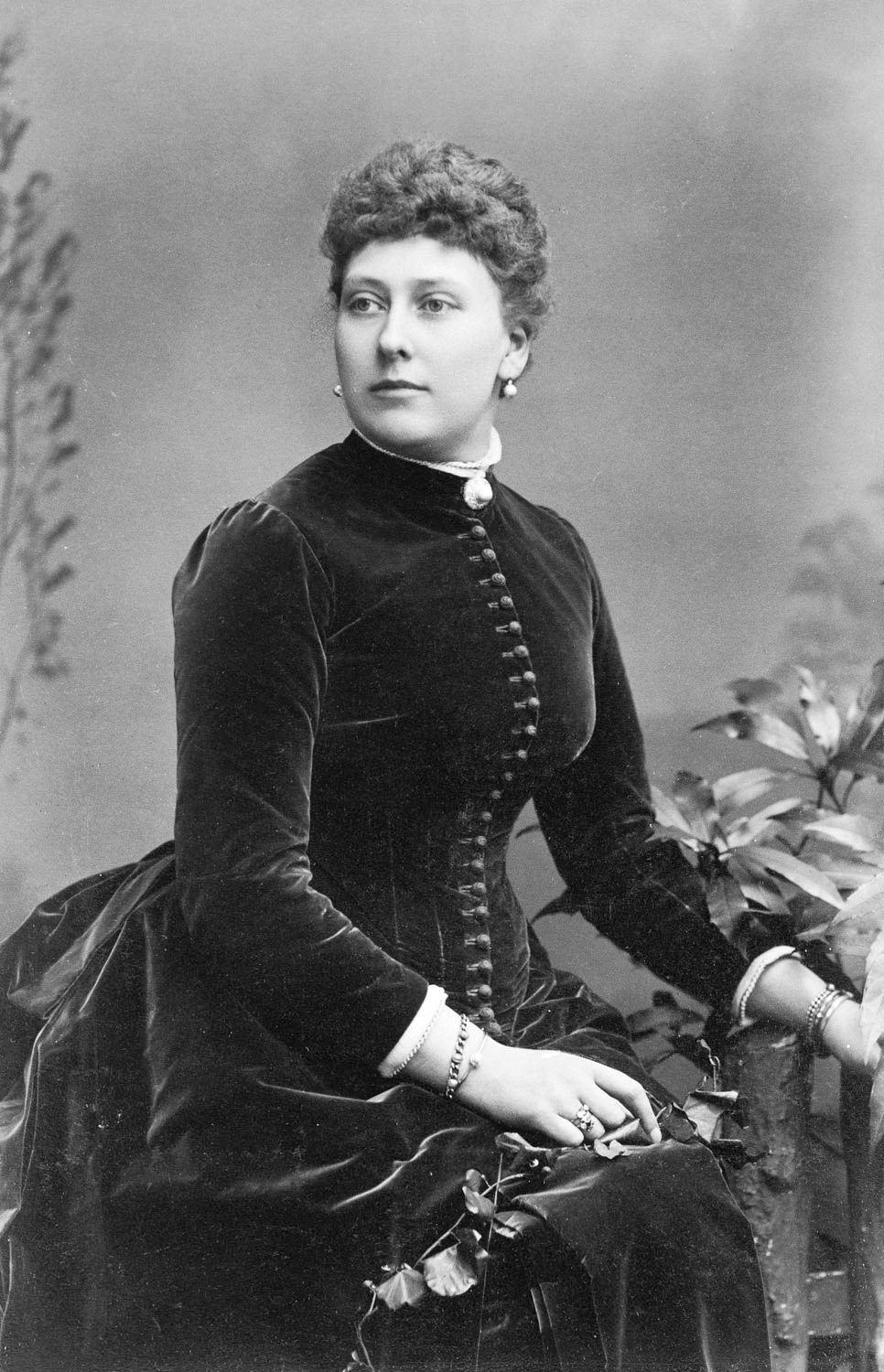
Beatrice (* 1857)

- 1857: Beatrice von Großbritannien und Irland, britische Prinzessin
- 1857: Victor Horsley, britischer Physiologe und Neurologe
- 1857: Edgar Stillman Kelley, US-amerikanischer Komponist, Dirigent, Organist, Pianist, Musikkritiker und Musikpädagoge
- 1858: Harald Friedrich, deutscher Maler

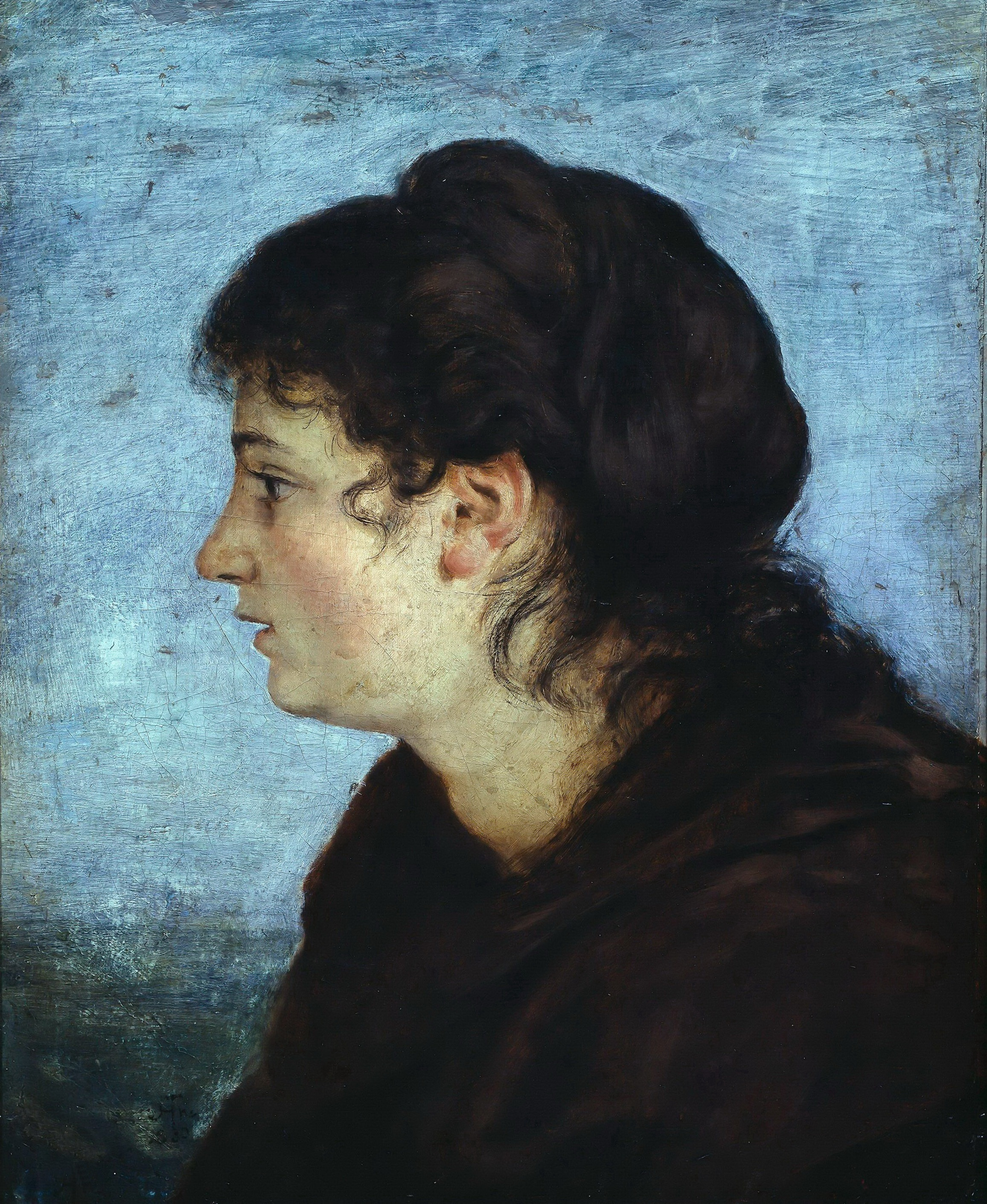
Cella Thoma (* 1858)

- 1858: Cella Thoma, deutsche Malerin
- 1859: Paul Born-Moser, Schweizer Fabrikant und Insektenkundler
- 1862: Pjotr Arkadjewitsch Stolypin, russischer Politiker, Minister, Premierminister
- 1866: Anne Sullivan Macy, US-amerikanische Lehrerin
- 1866: Felix-Raymond-Marie Rouleau, kanadischer Geistlicher, Erzbischof von Québec, Kardinal
- 1868: Peter Behrens, deutscher Architekt, Maler, Designer und Typograf, Vertreter des modernen Industriedesigns
- 1870: Philipp Jakob Mayer, deutscher Geistlicher, Generalvikar in Mainz
- 1871: Antonio Paoli, puerto-ricanischer Opernsänger (Tenor)
- 1873: Viktor Keldorfer, österreichischer Chordirigent und Komponist
- 1873: Emile-Jean-François Thiénard, französischer Geistlicher und römisch-katholischer Bischof von Constantine-Hippone
- 1875: Luigi Carnera, italienischer Astronom, Entdecker vieler Asteroiden
- 1876: Emil Molt, deutscher Unternehmer und Sozialreformer, Gründer der ersten Waldorfschule
- 1876: Max Stürcke, deutscher Bankier
- 1876: Amédée Tremblay, kanadischer Organist, Komponist und Musikpädagoge
- 1876: Curt von Ulrich, deutscher Politiker, MdR, Oberpräsident der preußischen Provinz Sachsen
- 1878: Emil Otto Hoppé, englischer Fotograf

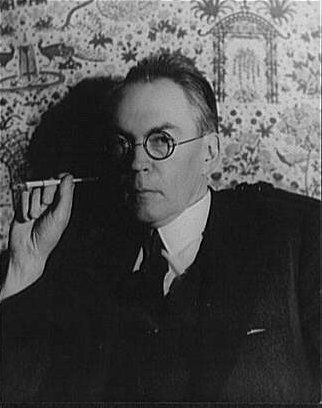
James Branch Cabell (* 1879)

- 1879: James Branch Cabell, US-amerikanischer Schriftsteller
- 1879: Mario Danieli, italienischer Unternehmer und Autorennfahrer
- 1881: Henryk Grossmann, deutsch-polnischer Ökonom, Statistiker und Historiker
- 1882: Johannes Hatzfeld, katholischer Priester, Musiker und Schriftsteller
- 1882: Moritz Schlick, deutscher Physiker und Philosoph, Begründer des logischen Empirismus
- 1882: Rudolf Watzl, österreichischer Ringer, Sieger bei den Olympischen Zwischenspielen
- 1884: Horst Platen, deutscher Komponist, Dirigent und Theaterintendant, Sendeleiter des NORAG-Nebensenders Hannover
- 1885: Adolf Uzarski, deutscher Schriftsteller, Maler und Graphiker
- 1886: Ernst Robert Curtius, deutscher Romanist
- 1886: Stanley Ketchel, US-amerikanischer Boxer, Weltmeister
- 1888: August Adam, deutscher Geistlicher
- 1889: Arnold J. Toynbee, britischer Kulturtheoretiker
- 1889: Karl Schworm, deutscher Autor und Heimatdichter
- 1890: Scott R. Beal, US-amerikanischer Regieassistent

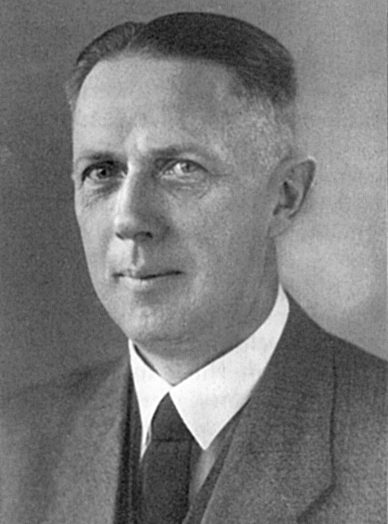
Friedrich Kritzinger (* 1890)

- 1890: Friedrich Wilhelm Kritzinger, deutscher Staatsbeamter, Ministerialdirektor und Staatssekretär in der Reichskanzlei
- 1891: Bhimrao Ramji Ambedkar, indischer Rechtsanwalt, Politiker und Sozialreformer, Minister
- 1892: Elisabeth Blochmann, deutsche Pädagogin und Philosophin
- 1892: Vere Gordon Childe, australischer Archäologe
- 1893: Rudolf Attig, deutscher Sanitätsoffizier
- 1894: Fritz Thiele, deutscher General, Widerstandskämpfer gegen den Nationalsozialismus
- 1895: Wiktor Łabuński, polnisch-amerikanischer Komponist, Pianist und Musikpädagoge
- 1895: Anton Reinthaller, österreichischer Gutsbesitzer und Politiker, Bundesminister, MdR, Mitbegründer und erster Bundesparteiobmann der FPÖ
- 1896: Paul Coelestin Ettighoffer, deutscher Schriftsteller
- 1897: Hein Derichsweiler, deutscher Bildhauer
- 1897: Edgardo Donato, argentinischer Tangomusiker
- 1897: Barbara Wootton, britische Soziologin, Wirtschaftswissenschaftlerin und Kriminologin
- 1898: Harold Stephen Black, US-amerikanischer Elektronikingenieur
- 1899: Benedetto Borella, italienischer Ruderer
- 1899: Josef Oesterle, deutscher Volkswirt und Politiker, MdB

### 20. Jahrhundert

#### 1901–1925
- 1901: Max Dominicé, Schweizer evangelischer Geistlicher
- 1901: Martin Kessel, deutscher Schriftsteller
- 1901: Antonie Strassmann, deutsche Schauspielerin und Sportfliegerin
- 1902: Fritz Domina, deutscher Pianist, Arrangeur und Filmkomponist
- 1903: Joseph Fassbender, deutscher Maler und Graphiker
- 1903: Bernhard Quandt, deutscher Politiker
- 1903: Fritz Schulze, deutscher Maler
- 1904: Matthias Andresen, deutscher Politiker
- 1904: Franz Eibel, österreichischer Geistlicher und Opfer der Nationalsozialisten
- 1904: John Gielgud, britischer Schauspieler
- 1904: Hans Schumann, deutscher Motorradrennfahrer
- 1905: Georg Lammers, deutscher Leichtathlet, Olympiamedaillengewinner

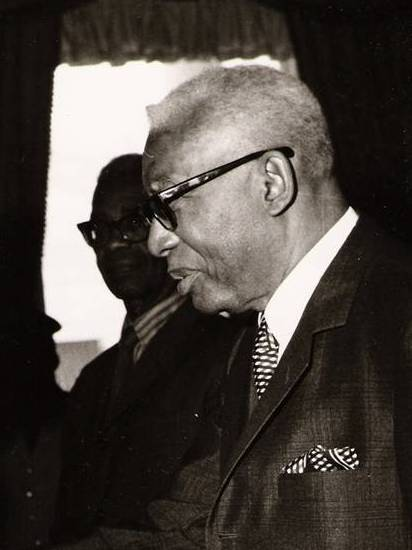
François Duvalier (* 1907)

- 1907: François Duvalier, haitianischer Arzt, Staatspräsident und Diktator
- 1908: Erika Menne, deutsche Politikerin
- 1908: Kurt Ranke, Germanist und Volkskundler (Erzählforscher)
- 1909: Isabel Aretz, argentinische Musikethnologin, Folkloristin und Komponistin
- 1910: Kurt Feltz, deutscher Schlagertexter
- 1911: Leo Kowalski, deutscher Komponist und Pianist
- 1912: Edward Astley, 22. Baron Hastings, britischer Adliger
- 1912: Joie Chitwood, US-amerikanischer Autorennfahrer
- 1912: Robert Doisneau, französischer Fotograf
- 1913: Jean Fournet, französischer Dirigent
- 1913: Werner Wolf Glaser, deutsch-schwedischer Komponist

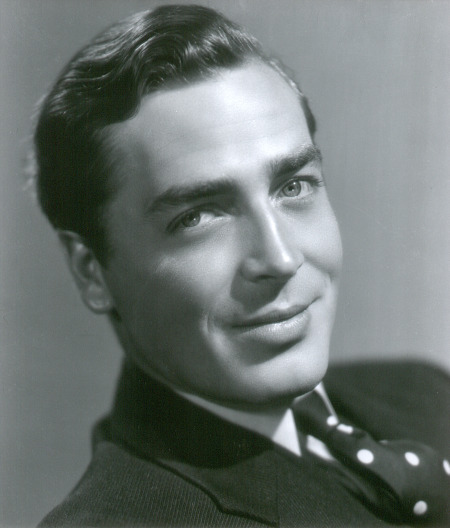
John Howard (* 1913)

- 1913: John Howard, US-amerikanischer Schauspieler
- 1914: Wilhelm Hahnemann, österreichischer und deutscher Fußballspieler
- 1914: Jiří Reinberger, tschechischer Organist, Musikpädagoge und Komponist
- 1916: Henning von Arnim, deutscher Oberfinanzpräsident
- 1916: Paul Bürks, deutscher Schauspieler, Synchron- und Hörspielsprecher
- 1916: Pehr Edman, schwedischer Biochemiker
- 1919: Mendel Basch, lettischer Schlosser, Dirigent, Komponist und Hochschullehrer
- 1919: Karel Berman, tschechischer Komponist und Opernsänger
- 1919: Raúl Francisco Primatesta, emeritierter Erzbischof von Córdoba und Kardinal
- 1920: Emilio Colombo, italienischer Politiker
- 1920: Eduardo Maturana, chilenischer Komponist
- 1921: Thomas Schelling, US-amerikanischer Ökonom, Nobelpreisträger
- 1921: Gerhard Schürer, Vorsitzender der Staatlichen Plankommission der DDR

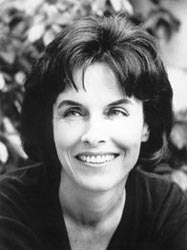
María Luisa Bemberg (* 1922)

- 1922: María Luisa Bemberg, argentinische Drehbuchautorin, Film- und Theaterregisseurin
- 1922: Rolf Hagen, deutscher Historiker und Museumsdirektor
- 1922: Kurt Meßmer, deutscher Jurist, Richter am Bundesfinanzhof
- 1922: Dawid Toradse, georgischer Komponist und Hochschullehrer
- 1922: Stella Zázvorková, tschechische Schauspielerin
- 1923: Erich Auer, österreichischer Schauspieler
- 1923: John Caldwell Holt, US-amerikanischer Autor und Lehrer
- 1923: Roberto Schopflocher, argentinischer Schriftsteller
- 1924: Philip Stone, britischer Schauspieler
- 1925: Gene Ammons, US-amerikanischer Tenorsaxophonist
- 1925ː Ingeborg Friebel, deutsche Grafikerin und Illustratorin
- 1925: Rod Steiger, US-amerikanischer Schauspieler

#### 1926–1950
- 1926: Barbara Anderson, neuseeländische Schriftstellerin
- 1926: Khachatur Avetisyan, armenischer Komponist
- 1926: Walter Buser, Schweizer Rechtswissenschaftler und 1. SP-Bundeskanzler

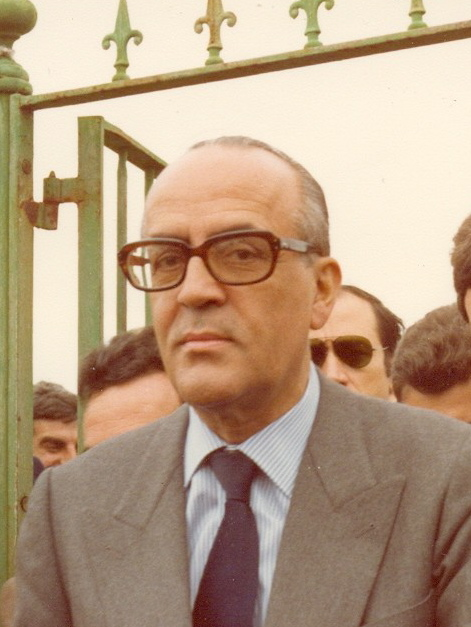
Leopoldo Calvo-Sotelo (* 1926)

- 1926: Leopoldo Calvo-Sotelo, spanischer Ministerpräsident
- 1926: Helmut Engler, deutscher Politiker
- 1927: Hans Helmut Dickow, deutscher Schauspieler
- 1927: Arno Fischer, deutscher Fotograf
- 1927: Alan MacDiarmid, neuseeländischer Chemiker, Nobelpreisträger
- 1929: Gerry Anderson, britischer Marionettenkünstler und Filmemacher
- 1929: Chadli Bendjedid, algerischer Präsident
- 1929: Werner Lamberz, Mitglied des Politbüros des ZK der SED in der DDR
- 1929: Josef Ratzenböck, österreichischer Jurist und Politiker
- 1930: Raymond Danon, französischer Filmproduzent
- 1930: Jay Robinson, US-amerikanischer Schauspieler
- 1931: Vic Wilson, britischer Autorennfahrer
- 1932: Atif Abaid, ägyptischer Ministerpräsident
- 1932: Loretta Lynn, US-amerikanische Country-Sängerin
- 1932: Bernhard Servatius, deutscher Jurist
- 1933: Paddy Hopkirk, britischer Autorennfahrer
- 1933: Kurt Huemer, österreichischer Sänger und Schauspieler
- 1933: Elenita Santos, dominikanische Sängerin
- 1933: Diane Schöler, Tischtennisspielerin

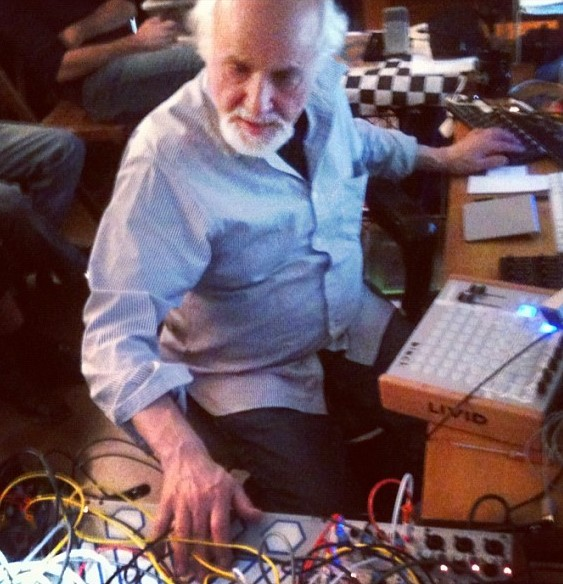
Morton Subotnick (* 1933)

- 1933: Morton Subotnick, US-amerikanischer Avantgarde-Musiker und Komponist
- 1934: Gottfried Milde, deutscher Rechtsanwalt und Politiker
- 1935: Juan Báez, puerto-ricanischer Basketballspieler
- 1935: Susan Cunliffe-Lister, britische Politikerin und Life Peeress
- 1935: Erich von Däniken, Schweizer Hotelier und Schriftsteller
- 1936: Ivan Dias, Erzbischof von Bombay und Kardinal
- 1936: Edison Pérez Núñez, peruanischer Fußballschiedsrichter
- 1937: Donnie Bowshier, US-amerikanischer Country- und Rockabilly-Musiker
- 1937: Carlo Mattrel, italienischer Fußballspieler
- 1937: Ryūzō Saki, japanischer Schriftsteller
- 1938: Bruce Alberts, US-amerikanischer Biochemiker
- 1938: Wolfgang Hellstern, deutscher Fußballspieler und -trainer
- 1939: Razali Ismail, malaysischer Diplomat
- 1939: Christian Kuhnke, deutscher Tennisspieler

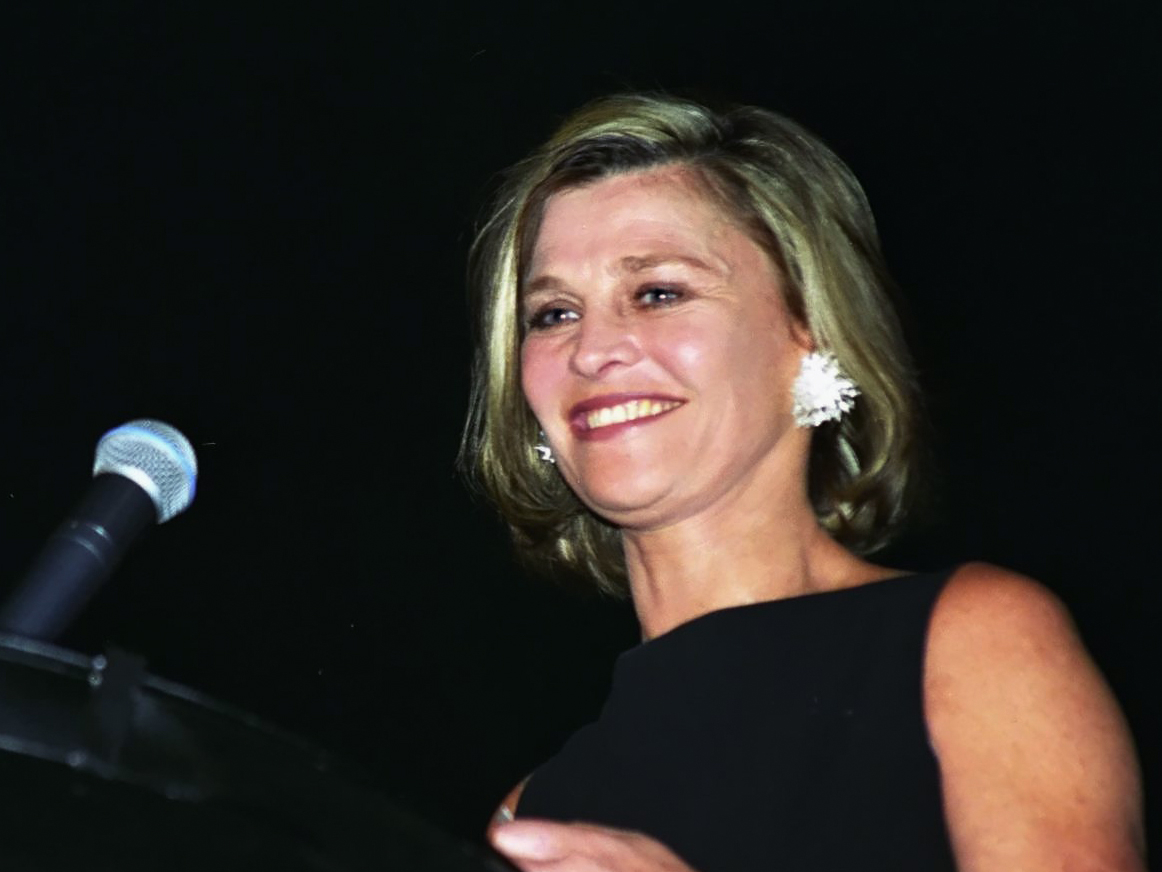
Julie Christie (* 1941)

- 1940: Julie Christie, britische Filmschauspielerin
- 1940: Peter Petrel, deutscher Sänger
- 1941: Landolf Scherzer, deutscher Schriftsteller und Publizist
- 1941: Ingrid Smejkal, österreichische Politikerin
- 1942: Waleri Nikolajewitsch Brumel, sowjetischer Leichtathlet
- 1942: Stuart Craig, britischer Szenenbildner
- 1942: Walentin Witaljewitsch Lebedew, sowjetischer Kosmonaut
- 1942ː Sharon Moe, US-amerikanische Musikerin und Komponistin
- 1942ː Konstanze Petersmann, deutsche Schriftstellerin, Lyrikerin und Salonnière
- 1942: Elias Rahal, Erzbischof von Baalbek
- 1943: Csaba Fenyvesi, ungarischer Degenfechter
- 1943: Toine Hezemans, niederländischer Autorennfahrer
- 1943: Ferfried Prinz von Hohenzollern, deutscher Adliger und Rechtsanwalt
- 1943: Ivan Nemet, jugoslawisch-schweizerischer Schachgrossmeister
- 1944: Hubert H. Raase, deutscher Unternehmer und Fußballfunktionär
- 1944: Manfred Weber, deutscher Fußballspieler
- 1945: Matthias Aeschbacher, Schweizer Dirigent
- 1945: Uwe Beyer, deutscher Leichtathlet, Olympiamedaillengewinner
- 1945: Ritchie Blackmore, britischer Hardrock-Gitarrist (Deep Purple)
- 1945: Eva Wagner-Pasquier, deutsche Theatermanagerin und Festspielleiterin
- 1946: Abdilatif Abdalla, kenianischer Schriftsteller
- 1946: Dietrich Hahn, deutscher Journalist und Publizist
- 1946: Christel Irmscher, deutsche Künstlerin
- 1946: Knut Kristiansen, norwegischer Jazzpianist
- 1946: Charles Lewinsky, Schweizer Drehbuchautor und Schriftsteller
- 1946: Peter Vollmer, Schweizer Politiker
- 1947: Hortense von Gelmini, deutsche Musikerin, Dirigentin, Malerin und Schriftstellerin
- 1948: Chester G. Atkins, US-amerikanischer Politiker
- 1948: Jan Michalik, polnischer Ringer

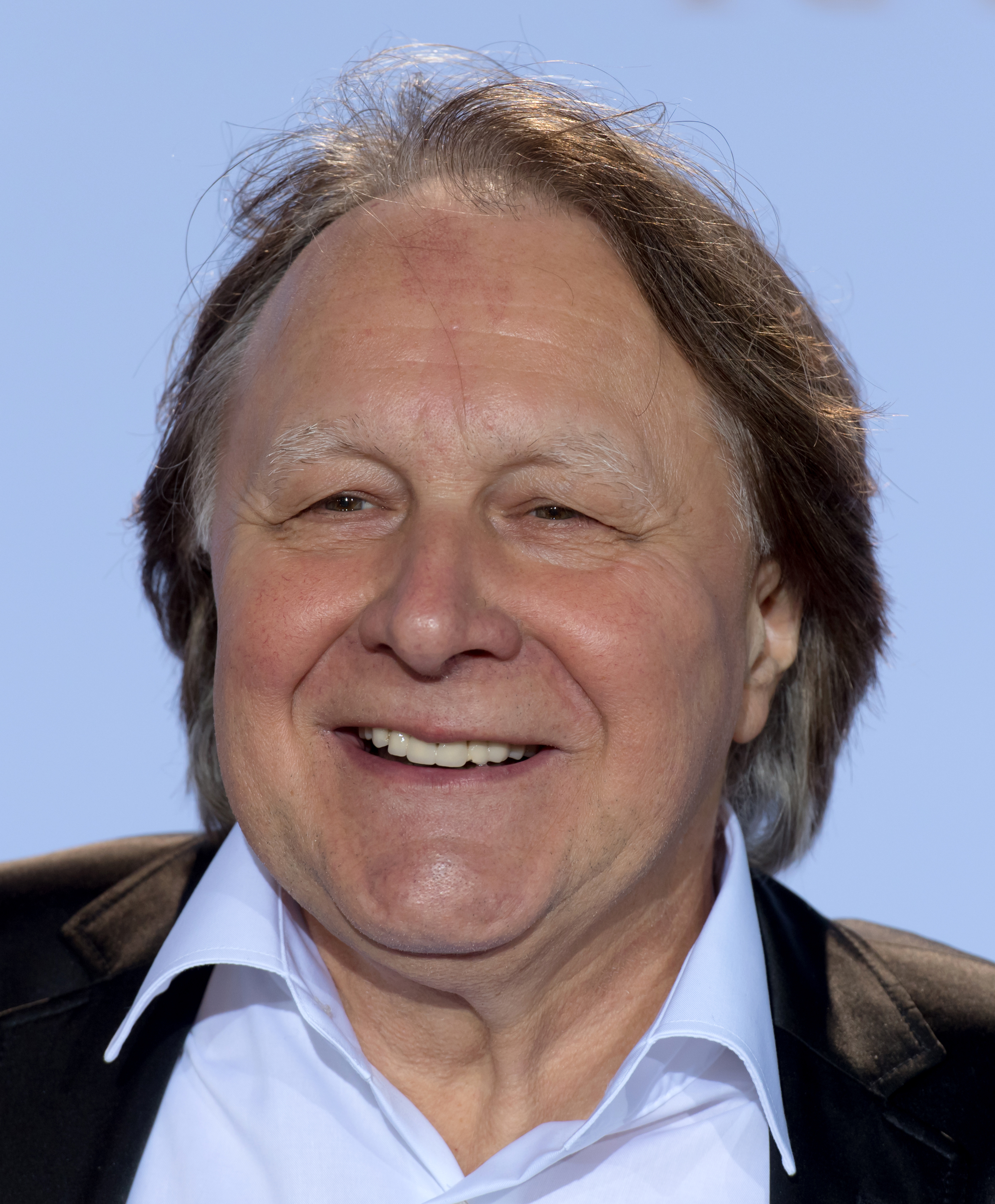
Peter Urban (* 1948)

- 1948: Peter Urban, deutscher Rundfunkmoderator und Musiker
- 1949: Steve Arnold, US-amerikanischer Politiker
- 1949: Peter Bursch, deutscher Musiker und Autor
- 1949: Chas Mortimer, britischer Motorradrennfahrer
- 1949: George Chappell Schatz, US-amerikanischer Physikochemiker
- 1949: John Shea, US-amerikanischer Schauspieler
- 1950: Francis Collins, US-amerikanischer Genetiker
- 1950: Péter Esterházy, ungarischer Schriftsteller
- 1950: Lester Francel, kolumbianischer Gewichtheber
- 1950ː Lynda Obst, US-amerikanische Filmproduzentin und Schriftstellerin

#### 1951–1975

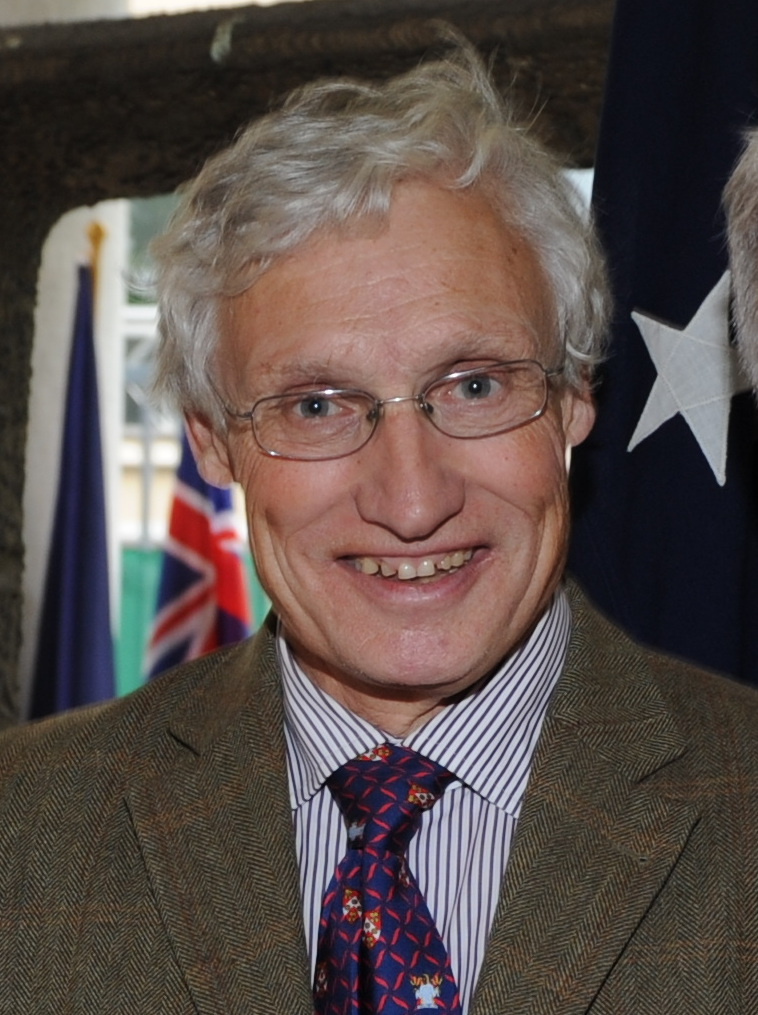
Luitpold Prinz von Bayern (* 1951)

- 1951: Luitpold Prinz von Bayern, deutscher Unternehmer, Angehöriger des Hauses Wittelsbach
- 1951: Eckhard Bodo Elze, deutscher Kommunalpolitiker
- 1951: Stephan Wald, deutscher Kabarettist, Schauspieler und Stimmenimitator
- 1951: Julian Lloyd Webber, britischer Musiker
- 1952: Udo Voigt, deutscher Politiker und Neonazi
- 1952: Richard Wawro, schottischer Künstler
- 1953: Matthias Frings, Journalist, Fernsehmoderator und Schriftsteller
- 1953: Gabriele Stötzer, deutsche Schriftstellerin und Künstlerin
- 1954: Eric Tsang, chinesischer Schauspieler
- 1954: Jan Březina, tschechischer Europaabgeordneter
- 1954: Reimund Korupp, deutscher Cellist
- 1954: Katsuhiro Otomo, japanischer Comic-Zeichner, Drehbuchautor und Regisseur
- 1955: Ana Ambrazienė, litauische Hürdenläuferin
- 1955: Steve Jensen, US-amerikanischer Eishockeyspieler und -trainer
- 1956: Barbara Bonney, US-amerikanische Sopranistin
- 1956: Chris Ellis, US-amerikanischer Filmschauspieler
- 1956: Dieter Lemke, deutscher Fußballspieler
- 1957: Rolf Åge Berg, norwegischer Skispringer
- 1957: Lothaire Bluteau, kanadischer Schauspieler
- 1957: Michail Wassiljewitsch Pletnjow, russischer Pianist, Dirigent und Komponist
- 1957: Tricia Smith, kanadische Ruderin und Sportfunktionärin
- 1957: Wiktor Wekselberg, russischer Geschäftsmann
- 1958: Peter Iornzuul Adoboh, nigerianischer Bischof
- 1958: Arno Balzer, deutscher Journalist
- 1960: Éric Andrieu, französischer Politiker
- 1960: Brad Garrett, US-amerikanischer Schauspieler Synchronsprecher und Komiker
- 1960: Diloro Iskandarowa, tadschikische Orientalistin und Hochschullehrerin
- 1960: Norbert Rier, Südtiroler Musiker (Kastelruther Spatzen)
- 1961: Regina Asendorf, deutsche Politikerin

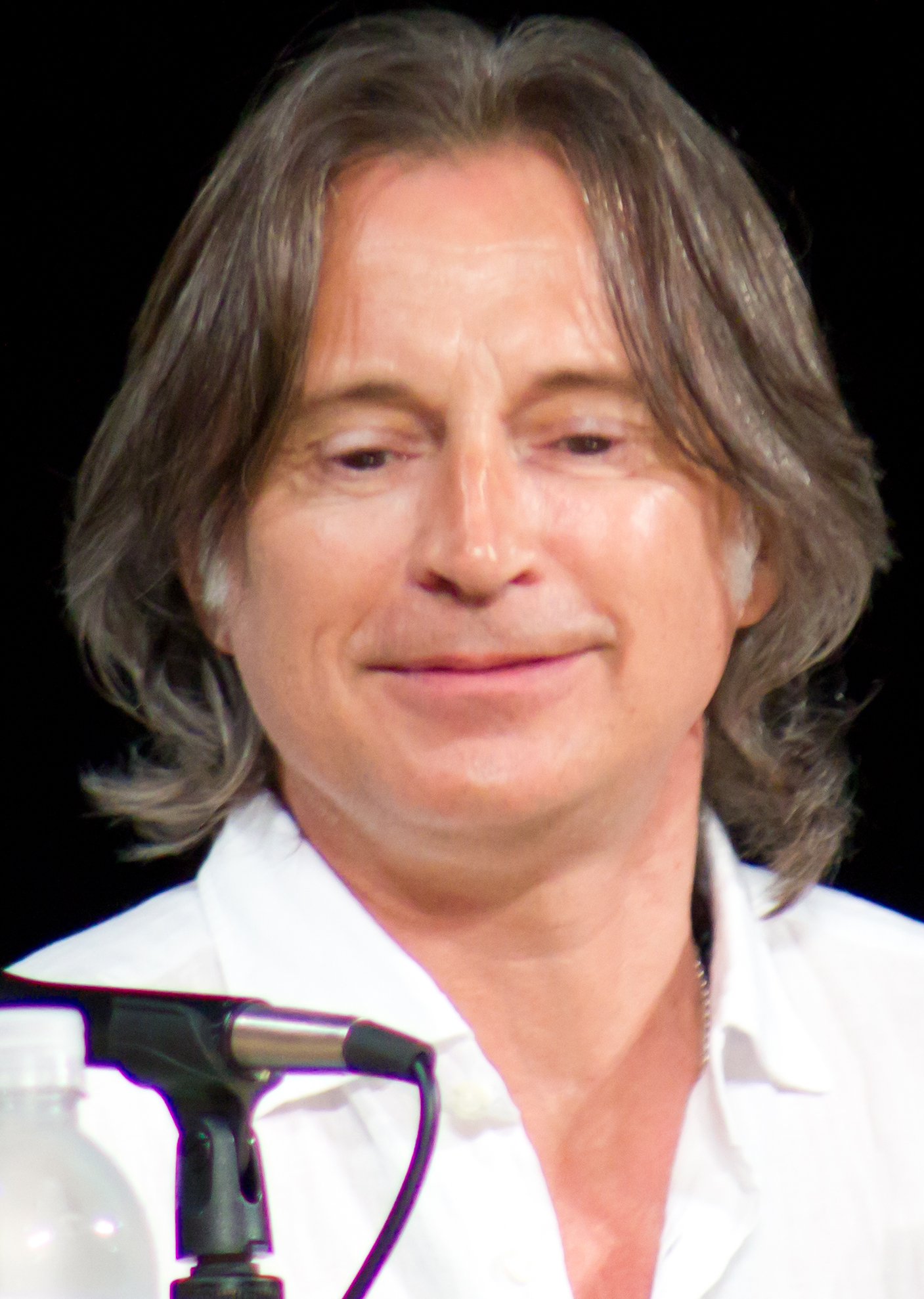
Robert Carlyle (* 1961)

- 1961: Robert Carlyle, schottischer Schauspieler
- 1961: Maximilian Heim, deutsch-österreichischer Priestermönch, Abt des Zisterzienserstiftes Heiligenkreuz
- 1961: Ruedi Noser, Schweizer Unternehmer und Politiker
- 1963: Josep Cholo Maragues, andorranischer Fußballspieler
- 1963ː Graciela Muslera, uruguayischer Politikerin
- 1963: Michael Wirbitzky, deutscher Radiomoderator und Comedian
- 1964: Brian Adams, US-amerikanischer Wrestler
- 1964: Jeff Andretti, US-amerikanischer Autorennfahrer
- 1964: Peter Barac, österreichischer Fußballspieler
- 1964: Fabrizio Bucci, italienischer Diplomat
- 1964: Bob Clendenin, US-amerikanischer Schauspieler
- 1964: Marcel Dobberstein, deutscher Musikwissenschaftler
- 1964: Jim Grabb, US-amerikanischer Tennisspieler
- 1964: Ulrike Heinrichs, deutsche Kunsthistorikerin
- 1964; Jobst Mahrenholz, deutscher Autor
- 1964: Gina McKee, britische Schauspielerin
- 1964: Egidijus Meilūnas, litauischer Diplomat und Politiker
- 1964: Hans-Werner Meyer, deutscher Schauspieler
- 1964: Vinnie Moore, US-amerikanischer Rockmusiker
- 1964: Armin Owzar, deutscher Historiker und Professor
- 1965: Roland Dieckmann, deutscher Politiker
- 1965: Mechthild Kluth, deutsche Leichtathletin
- 1965: Meta Merz, österreichische Schriftstellerin
- 1966: André Boisclair, kanadischer Politiker
- 1966: Jan Boklöv, schwedischer Skispringer
- 1966: Markus Kurth, deutscher Politiker, MdB

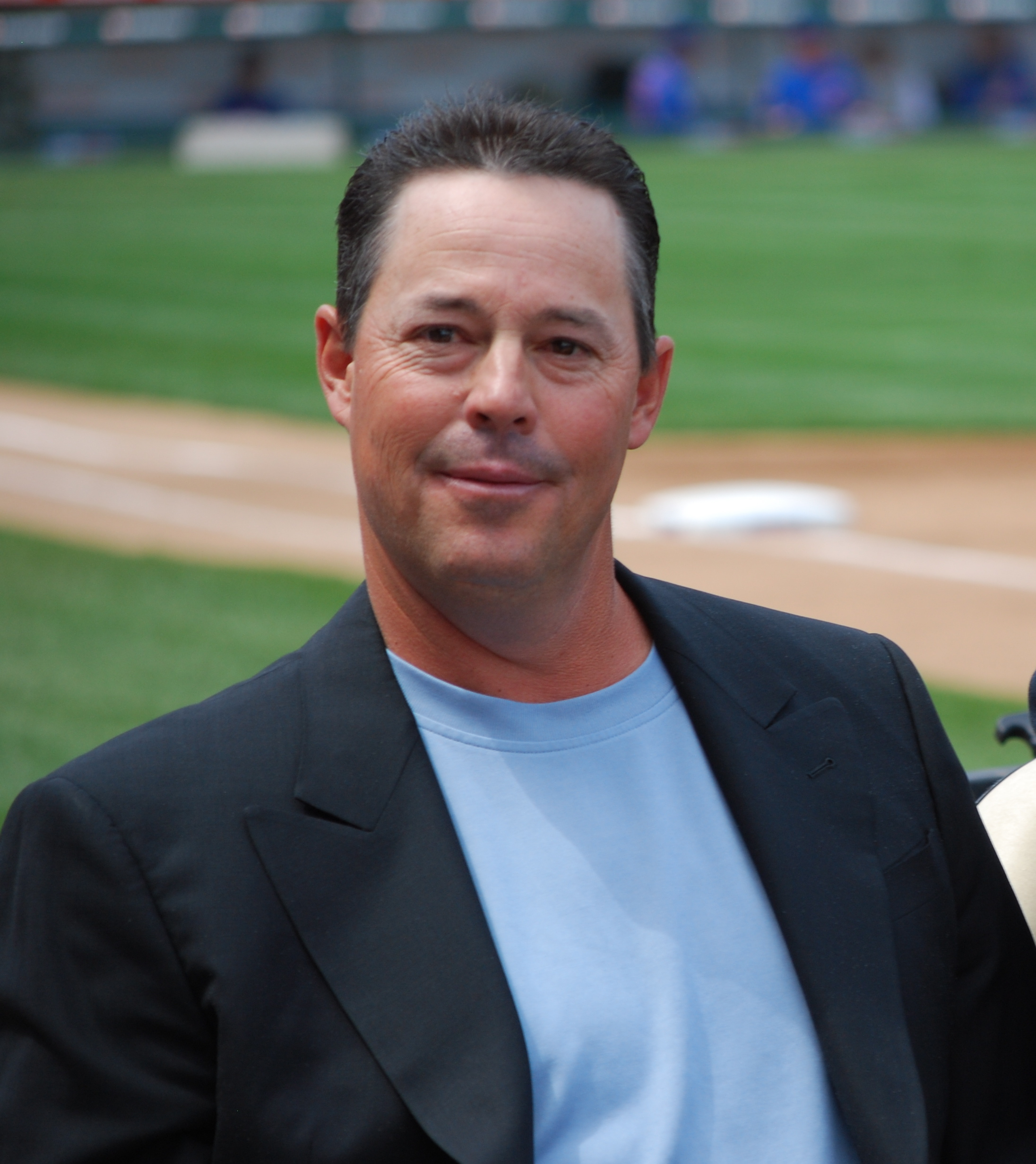
Greg Maddux (* 1966)

- 1966: Greg Maddux, US-amerikanischer Baseballspieler
- 1967: Sébastien Page, Schweizer Bankier und Autorennfahrer
- 1967: Jaimz Woolvett, kanadischer Schauspieler
- 1968: Anthony Michael Hall, US-amerikanischer Schauspieler
- 1968: Filippo Preziosi, italienischer Ingenieur
- 1968: Mike Williams, US-amerikanischer Sänger und Autor
- 1969: Dave Archibald, kanadischer Eishockeyspieler und -trainer
- 1969: Markus Moser, österreichischer Skibobfahrer
- 1969: Luc Van Lierde, belgischer Triathlet
- 1970: Jean-Philippe Dayraut, französischer Autorennfahrer
- 1970: Richard Sainct, französischer Motorradrennfahrer
- 1971: Eugène Afrika, luxemburgischer Fußballspieler
- 1971: Tim Austin, US-amerikanischer Boxer
- 1971: Rainald Grebe, deutscher Liedermacher, Schauspieler und Autor
- 1971: Bettina Knells, deutscher Sportschützin
- 1971: Danja Müsch-Hupach, deutsche Volleyball- und Beachvolleyballspielerin
- 1971: Thomas Waldner, deutscher Journalist und Medienberater
- 1972: Christian Decker, deutscher Bassist (Fury In The Slaughterhouse)
- 1972: Saša Živulović, griechisch-serbischer Handballspieler

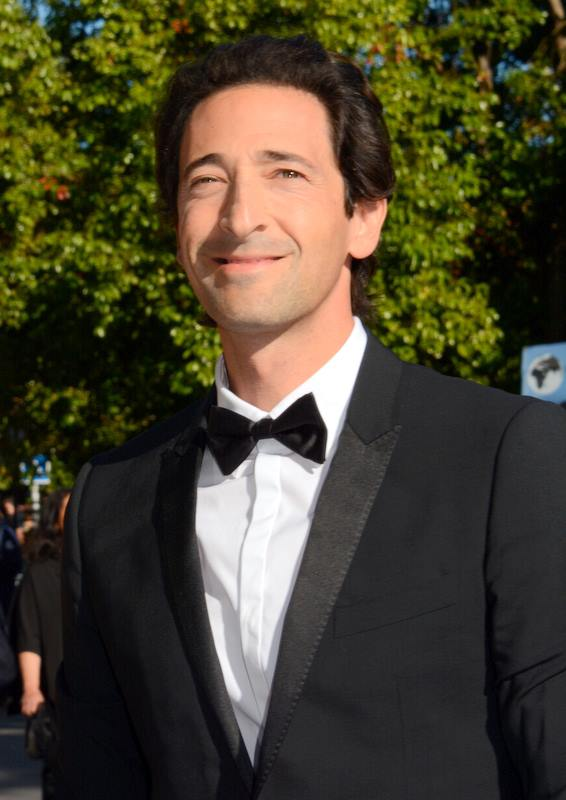
Adrien Brody (* 1973)

- 1973: Adrien Brody, US-amerikanischer Schauspieler
- 1973: Johannes van Overbeek, US-amerikanischer Autorennfahrer
- 1973: Christian Ramota, deutscher Handballtorwart
- 1974: Da Brat, US-amerikanische Rapperin
- 1974: Marko Mühlstein, deutscher Politiker
- 1974: Mr. Oizo, französischer Musiker
- 1974: Laura Tonke, deutsche Schauspielerin
- 1975: Tino Chrupalla, deutscher Malermeister und Politiker
- 1975: Amy Dumas, US-amerikanische Profiwrestlerin (Lita)
- 1975: Veronika Zemanová, tschechisches Model und Pornodarstellerin

#### 1976–2000
- 1976: Georgeta Damian, rumänische Ruderin
- 1976: Thomas Geierspichler, österreichischer Rollstuhlleichtathlet, Paralympicssieger
- 1976: Françoise Mbango Etone, kamerunische Leichtathletin, Olympiasiegerin
- 1977: Ben Williams, australischer Fußballschiedsrichter
- 1977: Cristiano Zanetti, italienischer Fußballspieler
- 1977: Erjon Bogdani, albanischer Fußballspieler

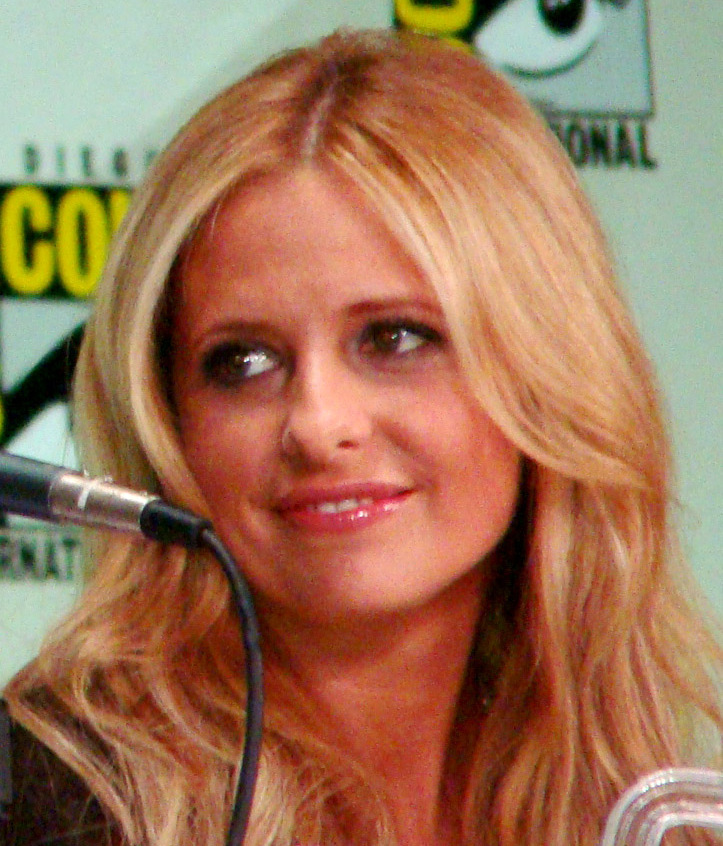
Sarah Michelle Gellar (* 1977)

- 1977: Sarah Michelle Gellar, US-amerikanische Schauspielerin
- 1978: Adnan Čustović, bosnisch-herzegowinischer Fußballspieler
- 1978: Louisy Joseph, französische Sängerin
- 1979: Sascha Goc, deutscher Eishockeyspieler
- 1980: Laila Nielsen, deutsch-schweizerische Schauspielerin
- 1980: Melina Schuh, deutsche Biochemikerin und Direktorin am Max-Planck-Institut für Multidisziplinäre Naturwissenschaften
- 1981: Raúl Bravo, spanischer Fußballspieler
- 1981: Daniel Embers, deutscher Fußballspieler
- 1982: Jekaterina Konstantinowna Abramowa, russische Eisschnellläuferin
- 1982: Renat Abdulin, kasachischer Fußballspieler
- 1982: Deen, bosnisch-herzegowinischer Sänger
- 1982: Mauro Cetto, argentinischer Fußballspieler
- 1983: Denis Berger, österreichischer Fußballspieler
- 1983: Martin Ziemer, deutscher Handballtorwart
- 1984: Sjoerd Ars, niederländischer Fußballspieler
- 1984: Marco Caligiuri, deutscher Fußballspieler
- 1984: Fredrik Larsson, schwedischer Handballspieler
- 1984: Malte Spitz, deutscher Politiker
- 1984: Pearl van der Wissel, niederländische Handballspielerin
- 1985: Christoph Leitgeb, österreichischer Fußballspieler
- 1985: Miriam Leone, italienische Schauspielerin und Fernsehmoderatorin
- 1985: Ken Passmann, deutscher Eishockey-Torwart
- 1985: Michal Papadopulos, tschechischer Fußballspieler
- 1985: Olena Kostewytsch, ukrainische Sportschützin
- 1985: Scott Seiver, US-amerikanischer Pokerspieler
- 1986: Reza Askari, deutscher Kontrabassist und Komponist
- 1986: Matías Rodríguez, argentinischer Fußballspieler
- 1986: Margarete Stokowski, polnisch-deutsche Autorin

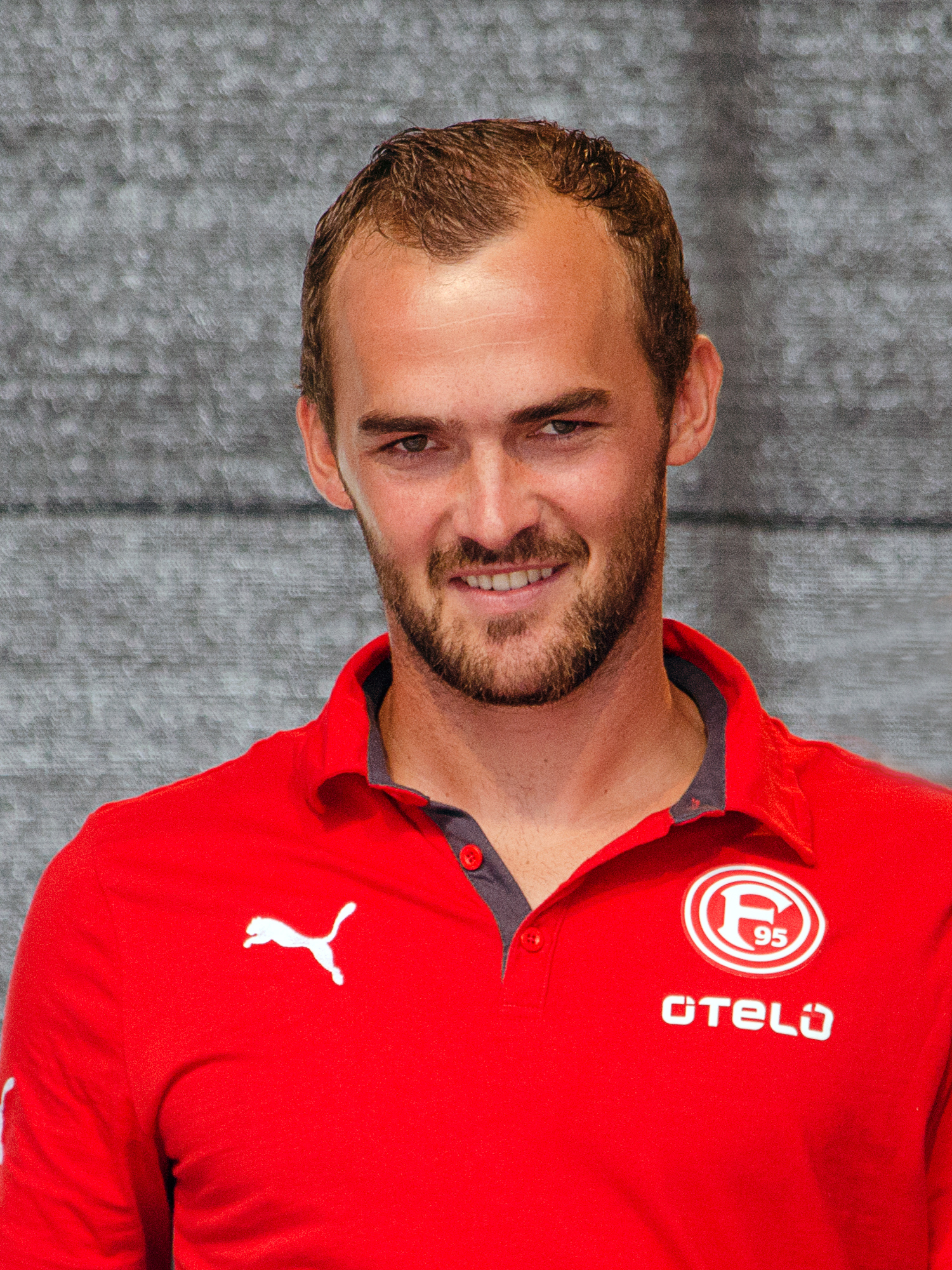
Erwin Hoffer (* 1987)

- 1987: Erwin Hoffer, österreichischer Fußballspieler
- 1987: Ida Odén, schwedische Handballspielerin
- 1988: Kristina Igorewna Asmus, russische Schauspielerin
- 1988: Jan Niklas Berg, deutscher Schauspieler
- 1988: Vasileios Pliatsikas, griechischer Fußballspieler
- 1988: Andrea Schmitt, deutsche Schauspielerin
- 1988: Ratthapark Wilairot, thailändischer Motorradrennfahrer
- 1989: Jake Rosenzweig, US-amerikanischer Rennfahrer
- 1989: Živko Živković, serbischer Fußballtorwart
- 1990: Markus Obernosterer, österreichischer Fußballspieler
- 1993: Vivien Cardone, US-amerikanische Filmschauspielerin
- 1994: Melanie Leupolz, deutsche Fußballspielerin
- 1995: Sjef van den Berg, niederländischer Bogenschütze
- 1995: Luise Großmann, deutsche Schauspielerin
- 1995: Niklas Stark, deutscher Fußballspieler
- 1995: Julius Nitschkoff, deutscher Schauspieler
- 1996: Abigail Breslin, US-amerikanische Filmschauspielerin
- 1996: Dennis Olsen, norwegischer Autorennfahrer
- 1997: Callum Roberts, englischer Fußballspieler
- 1998: Ian Garrison, US-amerikanischer Radrennfahrer
- 1999: Anita Simoncini, san-marinesische Sängerin
- 1999: Mattéo Guendouzi, französischer Fußballspieler

### 21. Jahrhundert
- 2002: Jan Guńka, polnischer Biathlet

## Gestorben

### Vor dem 15. Jahrhundert
- 0344: Pusei, persischer Märtyrer
- 0911: Sergius III., Papst
- 1015: Heribert, Abt des Benediktinerklosters in Münsterschwarzach
- 1070: Gerhard, Herzog von Lothringen
- 1099: Rapoto V., Pfalzgraf von Bayern
- 1109: Fulko IV., Graf von Anjou
- 1128: Kuno von Michelbach, Fürstbischof von Straßburg
- 1146: Gertrud von Sulzbach, als Gemahlin König Konrads III. römisch-deutsche Königin
- 1197: Heinrich von Berg, Bischof von Passau und Bischof von Würzburg
- 1205: Garnier de Traînel, Bischof von Troyes
- 1205: Ludwig, Graf von Blois, Chartres und Châteaudun
- 1205: Stephan von Le Perche, französischer Kreuzritter
- 1229: Ragnvald I., König der Isle of Man
- 1247: Bernhard IV. zur Lippe, Bischof von Paderborn
- 1258: Rüdiger von Bergheim, Bischof von Chiemsee und Bischof von Passau
- 1266: Rogero di Puglia, Erzbischof von Spalato
- 1322: Bartholomew de Badlesmere, 1. Baron Badlesmere, englischer Adeliger, Militär und Rebell
- 1328: Friedrich Sunder, Klosterkaplan im Dominikanerinnenkloster Engelthal
- 1342: John de Beaumont, 2. Baron Beaumont, englischer Adeliger
- 1345: Richard Aungerville, Bischof von Durham und Lordkanzler von England
- 1355: Gerlach II., Herr der Stadt Limburg
- 1374: Konrad von Megenberg, deutscher Autor und Wissenschaftler
- 1395: Albert II. von Braunschweig-Wolfenbüttel, Erzbischof von Bremen

### 15. bis 17. Jahrhundert
- 1433: Lidwina von Schiedam, Patronin der Kranken
- 1448: Laurentius von Ratibor, schlesischer Mathematiker und Astronom sowie Theologe, Rektor an der Universität Krakau
- 1471: Humphry Bourchier, 1. Baron Cromwell, englischer Adeliger
- 1471: William Fiennes, 2. Baron Saye and Sele, englischer Adeliger
- 1471: John Neville, 1. Marquess of Montagu, englischer Peer und Politiker

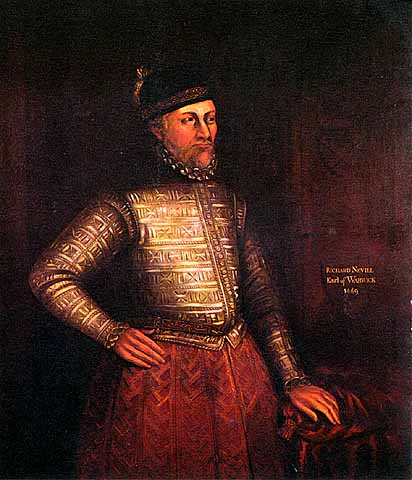
Richard Neville († 1471)

- 1471: Richard Neville, 16. Earl of Warwick, englischer Adeliger und Heerführer im Rosenkrieg
- 1478: Ulrich Schwarz, Ratsherr und Stadtpfleger in Augsburg
- 1482: Conrad III. von Pappenheim, Jägermeister unter Herzog Wilhelm III. von Bayern-München, herzoglicher Rat und sächsischer Hofmeister
- 1488: Hinrich Castorp, Lübecker Bürgermeister
- 1488: Girolamo Riario, Generalkapitän der Kirche, Herr von Imola und Forlí
- 1507: Endres Tucher, Baumeister der Stadt Nürnberg
- 1517: Tuman Bay, Sultan der Mamluken in Ägypten
- 1532: Augustin, Bischof von Grasse
- 1552: Laurentius Andreae, schwedischer Theologe, Staatsmann und Reformator
- 1574: Heinrich von Nassau-Dillenburg, Bruder von Wilhelm I. von Oranien
- 1574: Ludwig von Nassau-Dillenburg, niederländischer Feldherr, Bruder von Wilhelm I. von Oranien
- 1578: James Hepburn, 4. Earl of Bothwell, schottischer Adeliger und 3. Ehemann von Maria Stuart
- 1604: Ernst Friedrich, Markgraf von Baden-Durlach
- 1606: Joachim Scheel, schwedischer Reichsadmiral
- 1626: Gaspare Aselli, italienischer Chirurg und Anatom
- 1647: David Auerbach, deutscher Theologe
- 1662: William Fiennes, 1. Viscount Saye and Sele, englischer Adeliger und Politiker
- 1662: Leonhard Kern, deutscher Bildhauer
- 1672: Friedrich Wilhelm III., Herzog von Sachsen-Altenburg
- 1682: Awwakum, russischer Protopope und einer der Begründer der Bewegung der Altgläubigen
- 1692: Carlos de Gurrea, Statthalter der Spanischen Niederlande und Vizekönig von Katalonien
- 1699: Jean Charles de Watteville, Militär in spanischen Diensten

### 18. Jahrhundert
- 1704: Johann Adolf von Fürstenberg, Dompropst von Münster und Paderborn
- 1711: Louis de Bourbon, dauphin de Viennois, französischer Thronfolger, Sohn Ludwigs XIV.
- 1713: Marcus Fronius, lutherischer Theologe
- 1717: Johann Martin Veith, Schweizer Maler
- 1721: Michel Chamillart, französischer Minister
- 1733: Ippolito Desideri, italienischer Jesuit
- 1733: Marguerite Périer, französische Nonne, Nichte von Blaise Pascal
- 1734: Stanislaus Rücker, preußischer Akzisedirektor und Stadtrat in Berlin
- 1741: Paul Heinrich Tilio de Camas, preußischer Oberst
- 1746: Ernst Ferdinand, Herzog zu Braunschweig und Lüneburg
- 1747: Jean Frédéric Ostervald, Schweizer reformierter Theologe
- 1749: Balthasar Denner, deutscher Maler

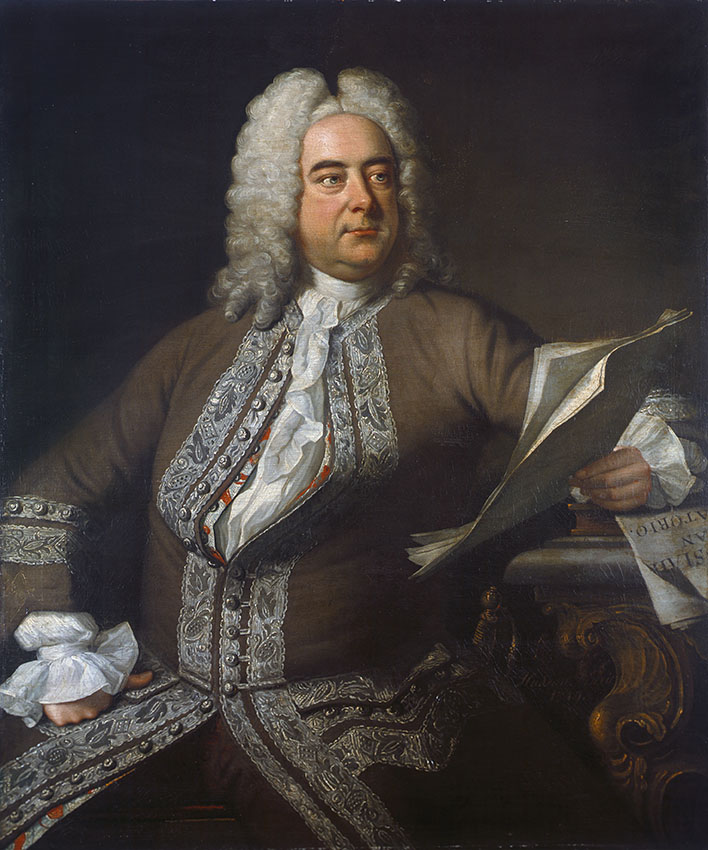
Georg Friedrich Händel († 1759)

- 1758: Clara, zahmes Nashorn was auf Europatournee war
- 1759: Georg Friedrich Händel, deutsch-britischer Komponist des Barock und Opernunternehmer
- 1768: François de Cuvilliés der Ältere, deutscher Baumeister und Ornamentschöpfer
- 1775: Ernestine Theodora von Pfalz-Sulzbach, Priorin des Karmelitinnenklosters in Neuburg
- 1780: Johann Philipp Ludwig Ignaz von Frankenstein, Würzburger Domherr
- 1781: Johann Heinrich Gravenhorst, deutscher Kaufmann und Chemiker
- 1781: Reinhard Iselin, schweizerisch-dänischer Schiffseigner, Tuchhändler und Bankier
- 1790: Josef Meissl der Ältere, österreichischer Architekt
- 1792: Leopold Nicolaus von Ende, sächsischer Politiker und Minister
- 1792: Maximilian Hell, österreichischer Jesuit und Astronom
- 1793: Anton Peter Příchovský von Příchovice, römisch-katholischer Erzbischof von Prag
- 1799: Johann Heinrich Jung, deutscher Historiker

### 19. Jahrhundert
- 1801: Ibrahim Khan Kalantar, Großwesir von Persien
- 1803: Christoph Anton von Migazzi, katholischer Erzbischof und Kardinal
- 1811: Heinrich Hermann Freytag, deutsch-niederländischer Orgelbauer
- 1813: Joachim Nicolas Eggert, schwedischer Komponist und Dirigent
- 1817: Kaspar Friedrich von Rentzel, preußischer Generalmajor
- 1822: Friedrich Ernst Jester, deutscher Forstmann und Autor
- 1829: Christian August Fischer, deutscher Schriftsteller
- 1831: Alexandre Camille Taponier, französischer General
- 1835: Richard Courtois, belgischer Botaniker
- 1835: Anna Franziska von Ketteler, letzte Äbtissin im Stift Freckenhorst
- 1839: Heinrich Christian Funck, deutscher Botaniker
- 1840: Christian Heinrich Delius, Archivar und Historiker
- 1842: Alexandre Aguado, französischer Bankier

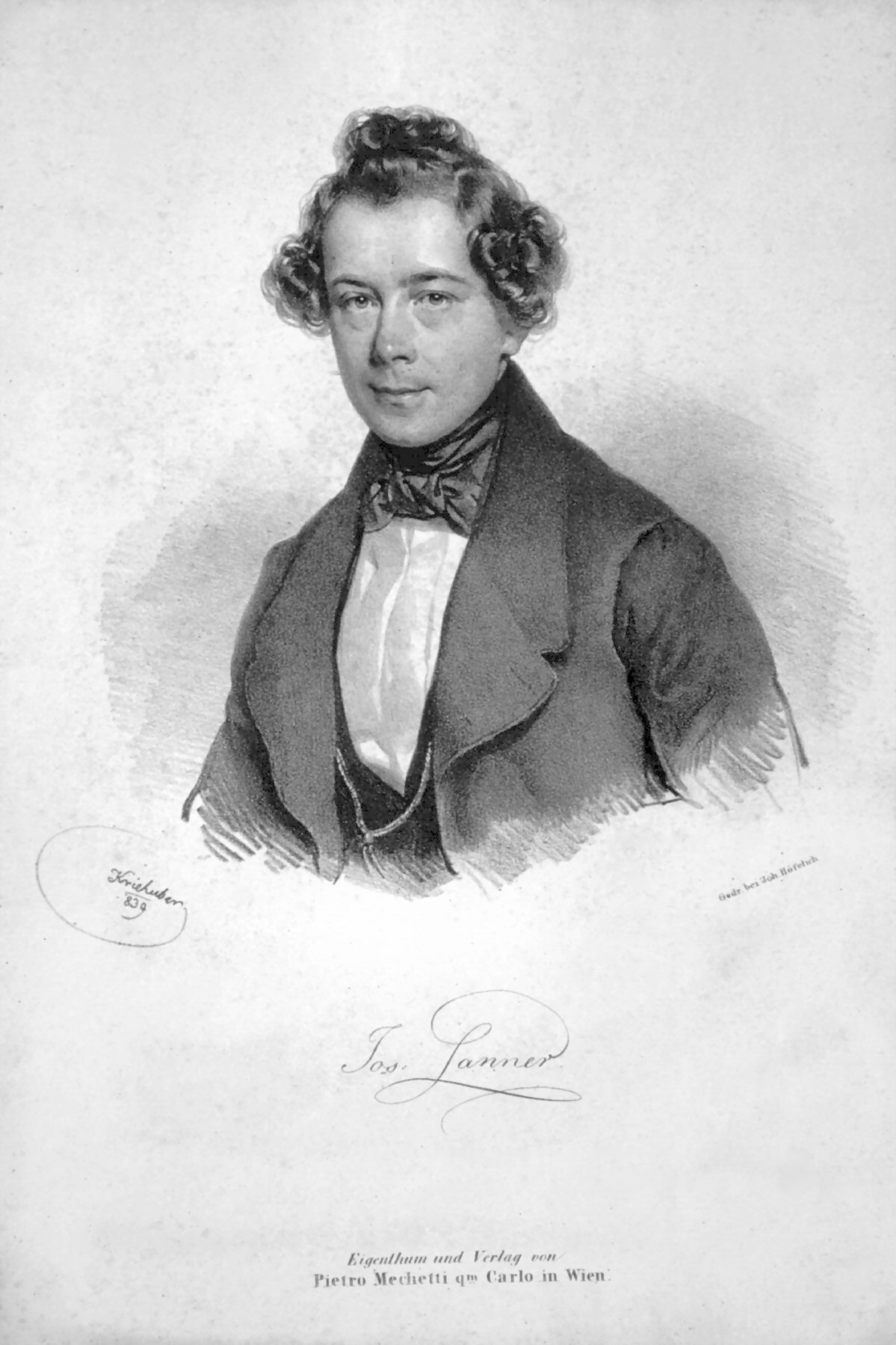
Joseph Lanner († 1843)

- 1843: Joseph Lanner, österreichischer Komponist und Violinist
- 1858: Balthasar de Vincenz, Schweizer Soldat in spanischen Diensten
- 1859: George M. Bibb, US-amerikanischer Politiker
- 1859: Ignaz Bösendorfer, österreichischer Klavierbauer
- 1860: Daniel Wamosy, Buchbinder und Fabrikant, Mitglied der Hamburgischen Bürgerschaft
- 1865: José Rafael Carrera Turcios, Präsident von Guatemala
- 1868: Friedrich von Zander, preußischer Richter
- 1870: Johann Jacob Achelius, deutscher Glasermeister
- 1870: Carl Adam Bader, deutscher Sänger (Tenor)
- 1870: Johann Max Tendler, österreichischer Maler
- 1885: Vilmos Győry, ungarischer Schriftsteller und Übersetzer
- 1886: Marie Kerner, deutsche Schriftstellerin
- 1888: Emil Czyrniański, polnischer Chemiker
- 1888: Johann Fridolin Müller, Schweizer Unternehmer und Politiker
- 1888: Johann Michael von Soeltl, bayerischer Historiker
- 1891: Konstantinos Paparrigopoulos, griechischer Historiker
- 1894: Adolf Edvard Arppe, finnischer Chemiker und Senator
- 1894: Adolf Friedrich von Schack, deutscher Dichter, Kunst- und Literaturhistoriker
- 1894ː Franziska Lechner, deutsche Ordensgründerin
- 1895: James Dwight Dana, US-amerikanischer Geologe, Mineraloge und Zoologe
- 1896: Pierre Meinadier, französischer Politiker
- 1897: Émile Levassor, französischer Automobilpionier und Rennfahrer
- 1900: Ernest Boulanger, französischer Komponist

### 20. Jahrhundert

#### 1901–1950
- 1905: Halbert E. Paine, US-amerikanischer Politiker und General
- 1906: Giuseppe Callegari, italienischer Geistlicher, Bischof von Padua
- 1908: Konrad Furrer, Schweizer evangelischer Geistlicher und Palästinaforscher
- 1909: Miguel Juárez Celman, argentinischer Präsident

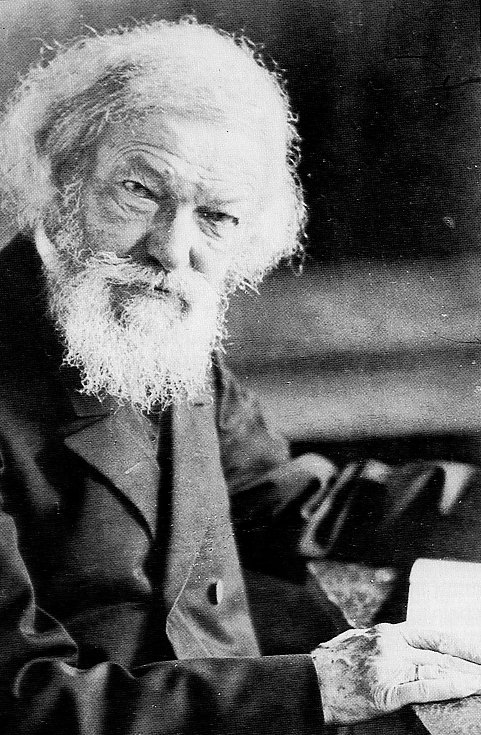
Julius Kühn († 1910)

- 1910: Julius Kühn, Begründer des Universitätsstudiums der Agrarwissenschaften
- 1911: Daniel Paul Schreber, Jurist und Autor
- 1913: Carl Hagenbeck, Tierhändler und Zoodirektor
- 1916: Helene Cramer, deutsche Malerin
- 1916: Gina Krog, norwegische Frauenrechtlerin
- 1917: William T. Watson, US-amerikanischer Politiker
- 1917: Ludwik Lejzer Zamenhof, Begründer der Plansprache Esperanto
- 1919: Auguste-Réal Angers, kanadischer Politiker und Richter
- 1919: Phoebe Hearst, US-amerikanische Philanthropin, Förderin der Frauenbildung
- 1923: Heinrich Eisenbach, österreichischer Kabarettist
- 1924: Roland Bonaparte, französischer Wissenschaftler, Anthropologe und Schriftsteller
- 1924: Louis Sullivan, US-amerikanischer Architekt
- 1925: Emily Mary Osborn, englische Malerin des Viktorianischen Zeitalters
- 1930: Wladimir Wladimirowitsch Majakowski, russischer Dichter
- 1931: Richard Armstedt, deutscher Philologe, Historiker und Lehrer
- 1934: Gustav Voigts, deutscher Landwirt, Händler und Bürgermeister

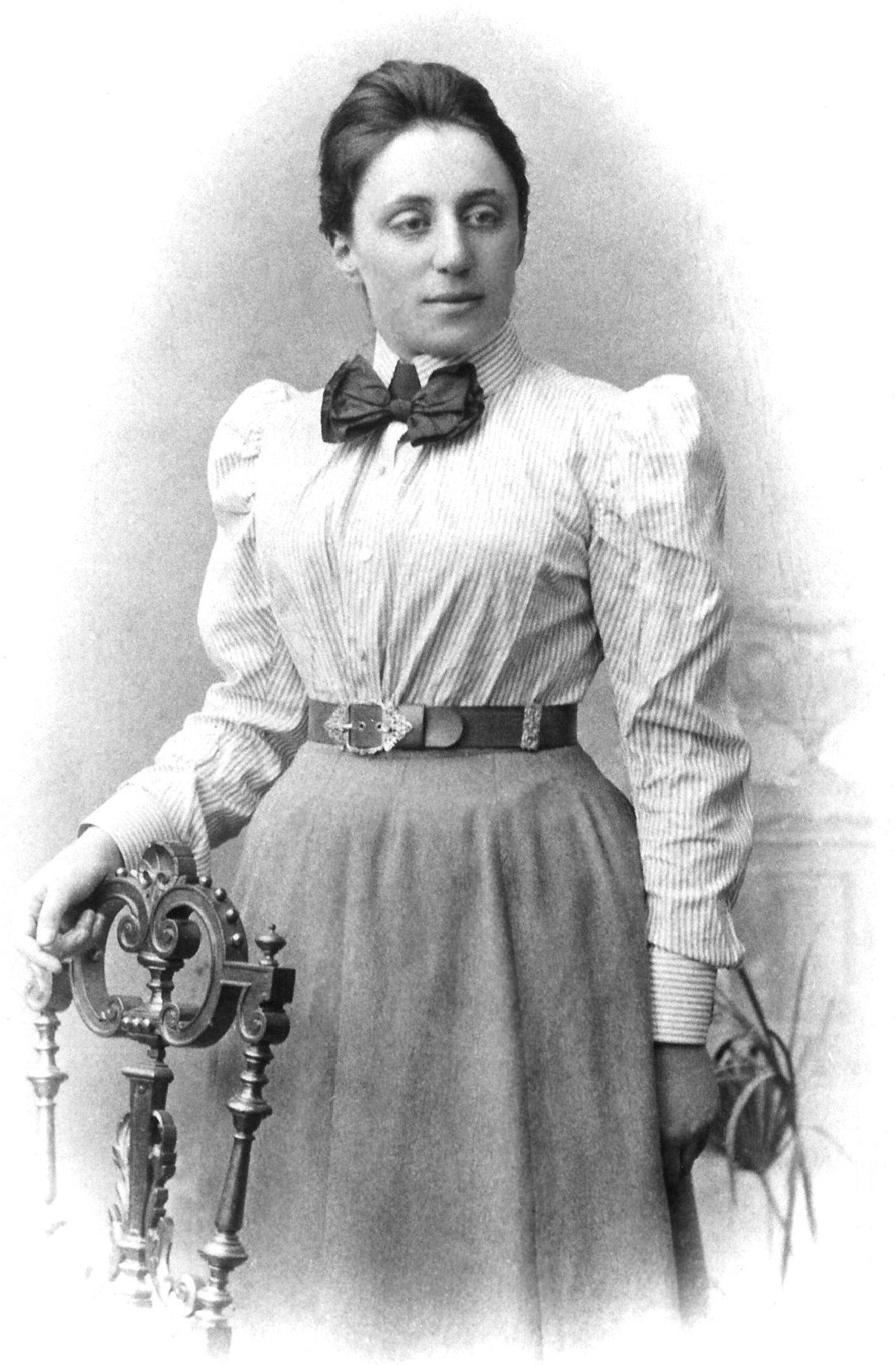
Emmy Noether († 1935)

- 1935: Emmy Noether, deutsche Mathematikerin
- 1936: Georg Wiegner, deutscher Agrikulturchemiker und Bodenkundler
- 1940: Osmond D’Avigdor-Goldsmid, britischer Politiker
- 1940: Martha Sochatzy, deutsche Zahnärztin
- 1943: Jakow Iossifowitsch Dschugaschwili, ältester Sohn Josef Stalins und sowjetischer Artillerieoffizier
- 1943: Mathilde Jacob, deutsche Sozialistin, Rosa-Luxemburg-Vertraute
- 1943ː Martha Lüthy-Zobrist, Schweizer Frauenrechtlerin
- 1944: Mary Adela Blagg, englische Astronomin
- 1944: Emma Müllenhoff, deutsche Schriftstellerin
- 1945: Otto Bühler, deutscher Verwaltungsjurist und Landrat
- 1945: Dominic Spinelli, US-amerikanischer Sanitätssoldat
- 1945: Albert Vögler, Manager, deutscher Politiker
- 1948: Clara Latimer Bacon, US-amerikanische Mathematikerin
- 1950: Ramana Maharshi, indischer Spiritueller und Yogi

#### 1951–2000
- 1951: Ernest Bevin, britischer Politiker
- 1952: Erma Bossi, italienisch-deutsche Malerin
- 1954: Lil Green, US-amerikanische Blues-Sängerin
- 1954: Gilbert Rahm, deutscher Geistlicher
- 1957: Kuni Tremel-Eggert, deutsche Schriftstellerin
- 1962: M. Visvesvaraya, indischer Bau- und Wasserbauingenieur
- 1964: Helge Auleb, deutscher Offizier
- 1964: Hans Kayser, deutscher Komponist und Musiktheoretiker

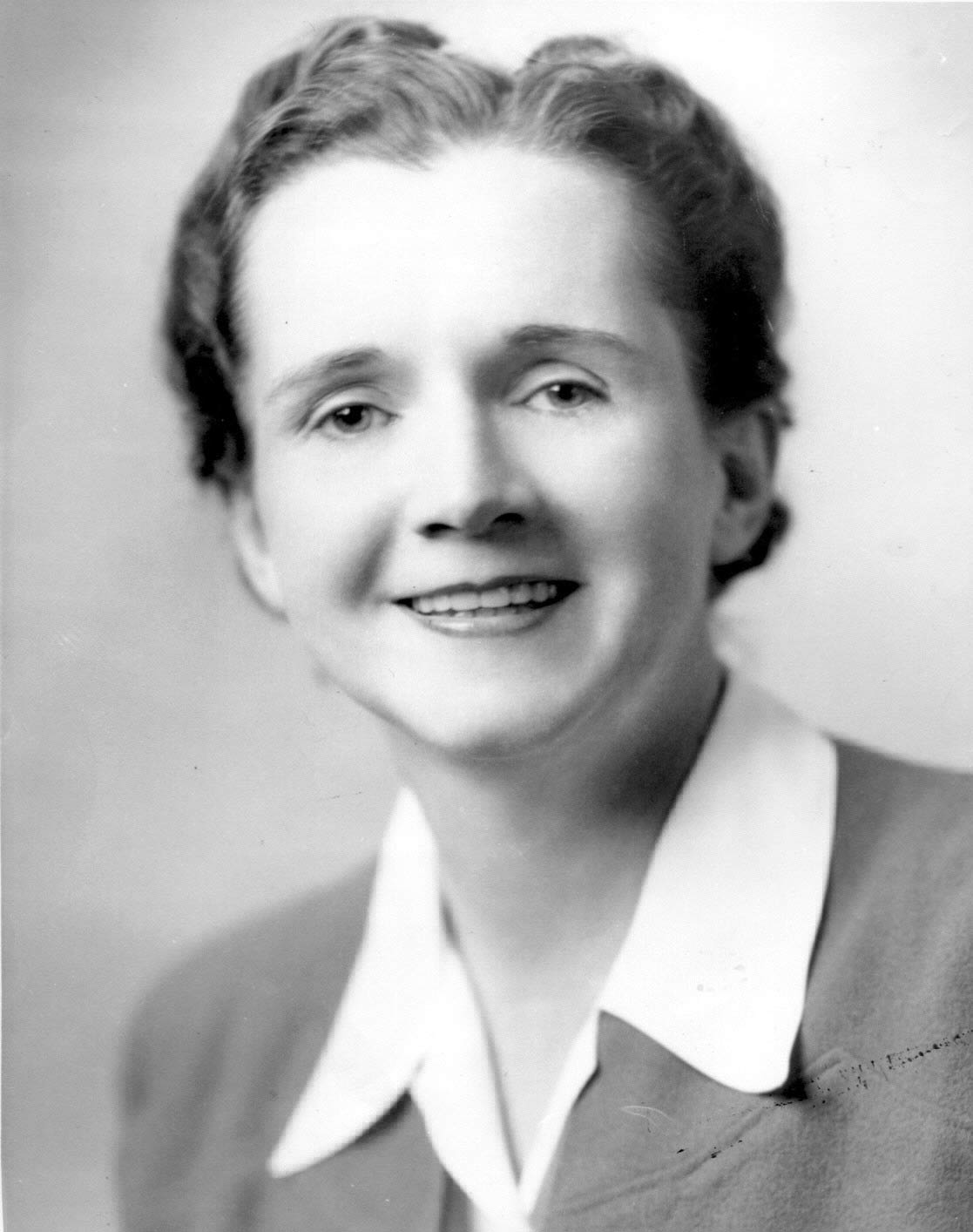
Rachel Carson († 1964)

- 1964: Rachel Carson, US-amerikanische Zoologin und Biologin
- 1966: George Andrew Lundberg, Soziologe
- 1969: Matilde Muñoz Sampedro, spanische Schauspielerin
- 1971: Reine Colaço Osorio-Swaab, niederländische Komponistin
- 1973: Karl Kerényi, klassischer Philologe und Religionswissenschaftler
- 1974: Philip Pandely Argenti, griechischer Diplomat, Rechtsanwalt, Genealoge und Historiker
- 1975: Fredric March, US-amerikanischer Schauspieler
- 1978: Hermann Etzel, deutscher Politiker
- 1979: Alfred Loritz, deutscher Politiker
- 1980: Gianni Rodari, italienischer Schriftsteller
- 1980: Toki Zenmaro, japanischer Journalist, Lyriker und Literaturwissenschaftler
- 1981: Sergio Amidei, italienischer Drehbuchautor
- 1981: Christian Darnton, englischer Komponist
- 1983: Pete Farndon, britischer Rockmusiker
- 1983: Kåre Hatten, norwegischer Skilangläufer
- 1983: Elisabeth Lutyens, englische Komponistin
- 1983: Ernst Schwarz, sudetendeutscher Germanist und Historiker

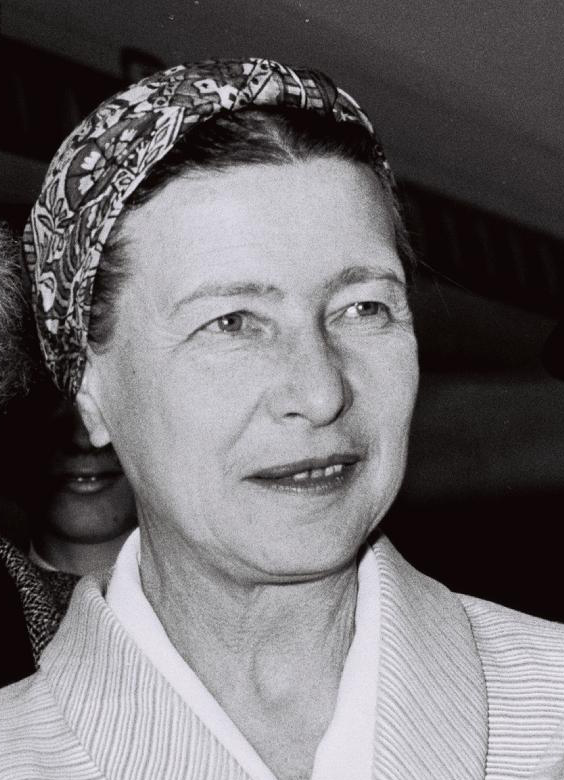
Simone de Beauvoir († 1986)

- 1986: Simone de Beauvoir, französische Schriftstellerin, Philosophin und Feministin (Das andere Geschlecht)
- 1987: Karl Höller, deutscher Komponist
- 1989: Endre Székely, ungarischer Komponist
- 1990: Mario Frustalupi, italienischer Fußballspieler
- 1990: Martin Kessel, Schriftsteller
- 1992: Ronnie Bucknum, US-amerikanischer Autorennfahrer
- 1993: Walther Kohlhase, deutscher Maler, Grafiker und Kunsterzieher
- 1994: Bernt Engelmann, deutscher Schriftsteller und Journalist
- 1995: Burl Ives, Sänger und Schauspieler
- 1998: Jake Colhouer, US-amerikanischer American-Football-Spieler
- 1998: Marthinus Steyn, südafrikanischer Richter und Generaladministrator von Südwestafrika
- 1999: Nuno Krus Abecasis, portugiesischer Politiker
- 1999: Anthony Newley, britischer Schauspieler, Popsänger und Songwriter
- 2000: Phil Katz, Erfinder der ZIP-Kompression
- 2000: Rudolf Widmann, deutscher Kommunal- und Landespolitiker

### 21. Jahrhundert
- 2001: Hiroshi Teshigahara, japanischer Filmregisseur
- 2002: Paul-René Martin, Schweizer Politiker
- 2003: Bärbl Bergmann, deutsche Filmregisseurin
- 2003: Gerda Gmelin, deutsche Theaterschauspielerin

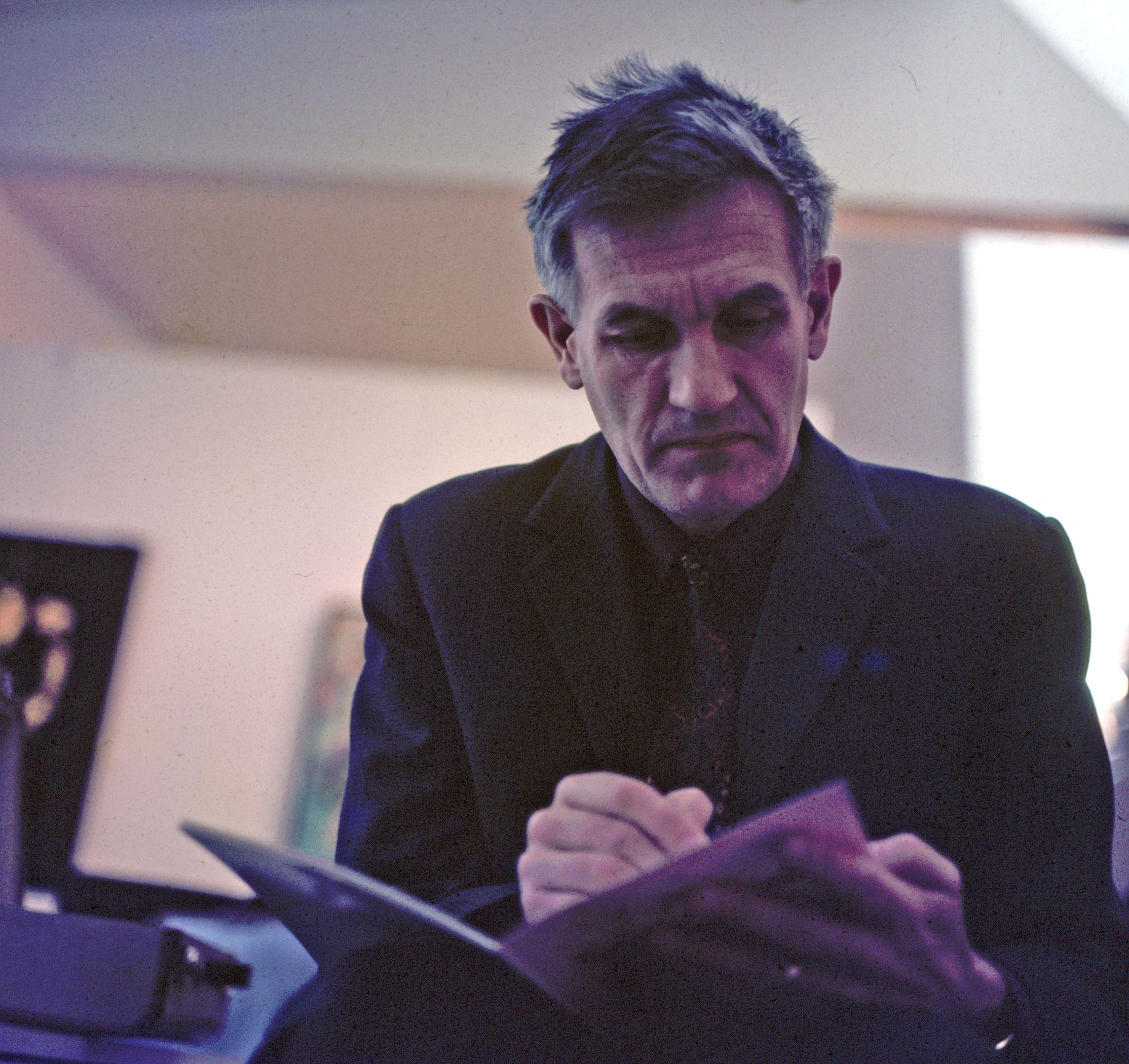
Bernard Schultze († 2005)

- 2005: Bernard Schultze, deutscher Maler
- 2005: Benny Bailey, US-amerikanischer Trompeter
- 2007: Ladislav Adamec, tschechischer Ministerpräsident
- 2008: Horst Bingel, deutscher Schriftsteller, Lyriker und Grafiker
- 2008: Ollie Johnston, US-amerikanischer Trickfilmzeichner
- 2009: Maurice Druon, französischer Schriftsteller und Politiker
- 2009: Erika Uitz, deutsche Mittelalterhistorikerin
- 2010: Erika Burkart, Schweizer Schriftstellerin
- 2010: Alice Miller, Schweizer Schriftstellerin und Kindheitsforscherin
- 2010: Peter Steele, US-amerikanischer Musiker (Type O Negative)
- 2011: William Lipscomb, US-amerikanischer Chemiker
- 2011: Barasbi Mulajew, sowjetischer bzw. russischer Schauspieler
- 2012: Piermario Morosini, italienischer Fußballspieler
- 2012: Ernst W. Wies, deutscher Historiker

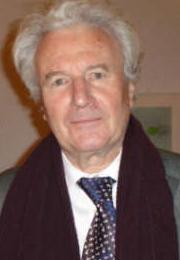
Colin Davis († 2013)

- 2013: Colin Davis, britischer Dirigent
- 2013ː Marcella Pattyn, belgische Ordensfrau und letzte Begine
- 2014: Ekkehard Böhmer, deutscher Fernsehregisseur
- 2014: Dieter Klaua, deutscher Mathematiker
- 2015: Klaus Bednarz, deutscher Journalist
- 2015: Percy Sledge, US-amerikanischer Rhythm-and-Blues- und Soul-Sänger
- 2016: Dan Ireland, US-amerikanisch-kanadischer Filmproduzent und Regisseur
- 2017: Hein-Direck Neu, deutscher Leichtathlet
- 2018: Arthur Handtmann, deutscher Ingenieur und Unternehmer
- 2018: Kirk Simon, US-amerikanischer Filmregisseur, Produzent und Autor
- 2019: Bibi Andersson, schwedische Schauspielerin
- 2020: Markus Raetz, Schweizer Künstler
- 2021: Yıldırım Akbulut, türkischer Politiker
- 2021: Joaquín Larroya, spanischer Kanute
- 2021: Bernard L. Madoff, US-amerikanischer Börsenmakler und Anlagebetrüger
- 2022: William Burgess, kanadischer Segler
- 2023: Irma Blank, deutsch-italienische Malerin und Grafikerin
- 2024ː Käthe Sasso, österreichische Widerstandskämpferin und Zeitzeugin
- 2025ː Aliza Magen-Halevi,  israelische Geheimdienstoffizierin

## Feier- und Gedenktage
- Kirchliche Gedenktage
  - Simon Dach, deutscher Dichter (evangelisch)
  - Hl. Martin I., italienischer Märtyrer und Papst (orthodox)
  - Hl. Tiburtius von Rom, römischer Märtyrer (katholisch)
  - Hl. Lidwina von Schiedam, holländische Jungfrau und Schutzpatronin (katholisch)
  - Tiburtiustag
- Namenstage
  - Lidwina
- Weitere
  - Schwarzer Tag, Südkorea (als Ergänzung zum Valentinstag und zum White Day)

Weitere Einträge enthält die Liste von Gedenk- und Aktionstagen.